# Bataille d'Abbeville
Seconde Guerre mondiale
Bataille de France
Batailles
- Drôle de guerre
- Évacuation des civils de la ligne Maginot
- Mobilisation
- Offensive de la Sarre
- Baie de Heligoland
- Incident de Mechelen
- Plan Jaune
- Plan Dyle
- Luxembourg
- Ében-Émael
- Hannut

- Sedan
- Dinant
- Monthermé
- Givet
- La Horgne
- Gembloux
- Flavion
- Louvain
- Charleroi

- Stonne
- Montcornet
- La Sambre
- Arras

- L'Escaut
- Amiens
- La Lys
- Massacre de Vinkt
- Boulogne-sur-Mer
- Calais
- Poche de Lille
- Massacre du Paradis
- Abbeville
- Dunkerque
- Capitulation belge

- L'Aisne
- L'Ailette
- Opération Paula
- l’Exode
- Pont-de-l'Arche
- Opération Cycle
- Opération Ariel

- Les Alpes
- Vallon du Seuil
- Bombardement de Toulon
- Opération Vado
- La Loire
- Saumur
- La vallée du Rhône
- Bombardements de Marseille
- Menton (Pont-Saint-Louis)
- Combats aériens en Suisse
- Armistice du 22 juin

La bataille d'Abbeville est une bataille de la Seconde Guerre mondiale durant la bataille de France qui se déroula du 27 mai au 4 juin 1940, opposant les forces franco-britanniques aux forces allemandes. En même temps que l'évacuation de Dunkerque et profitant que les forces blindées allemandes y soient fixées, le général Weygand, qui vient de remplacer Gamelin à la tête des armées, tente à tout prix de supprimer la tête de pont allemande sur la rive gauche de la Somme à Abbeville pour pouvoir traverser ensuite le fleuve.

## Contexte

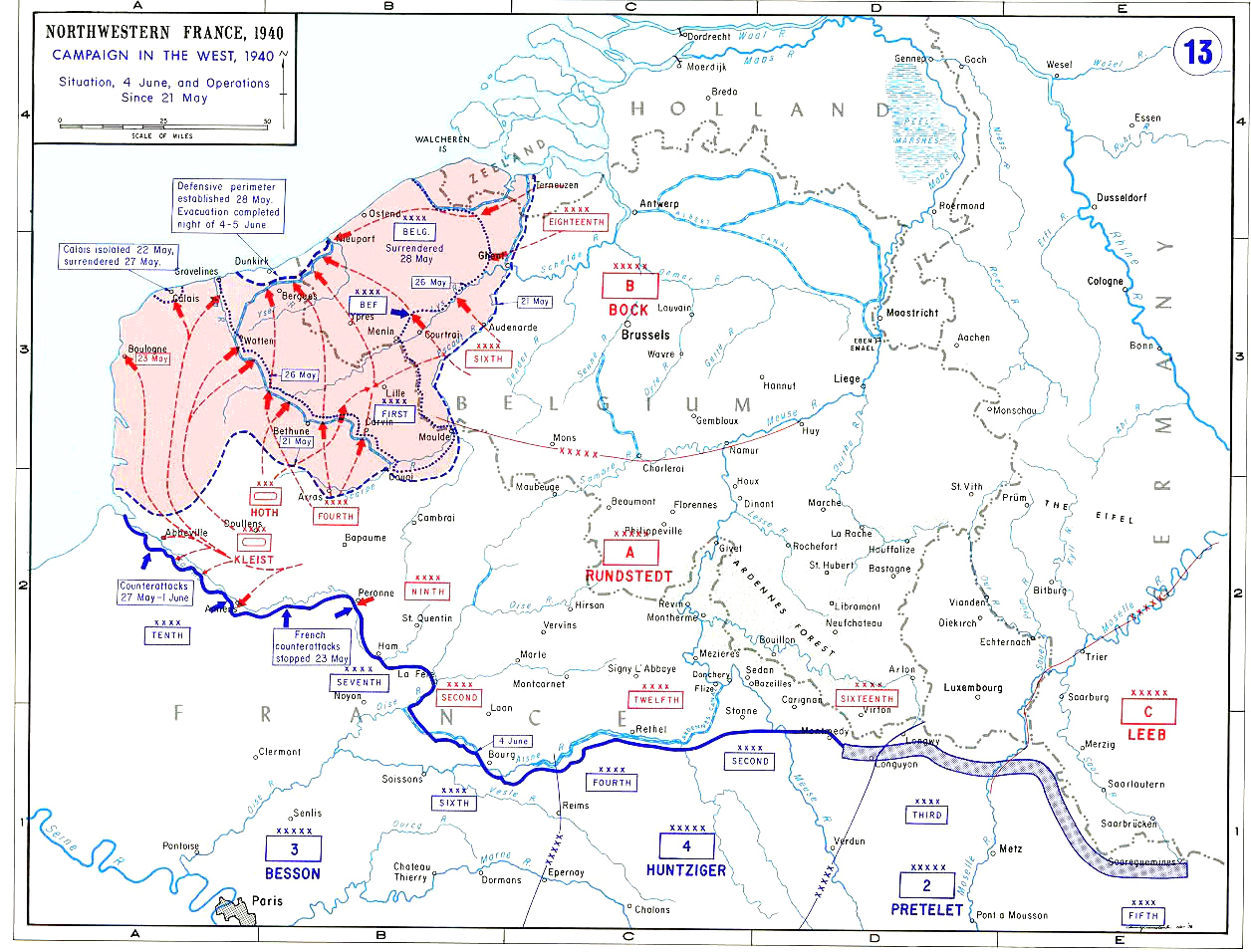
Carte de l'avancée allemande du 21 mai au 4 juin 1940.

Après la percée de Sedan le 13 mai 1940, les Panzerdivisionen du général Guderian s'enfoncent en Picardie sans rencontrer de grande résistance, isolant dans les Flandres le Corps expéditionnaire britannique et les unités d'élite de l'Armée française. Après une course infernale de six jours, la 2. Panzer-Division entre le 20 mai vers 17 h 30 dans Abbeville en flammes après un bombardement de la Luftwaffe. Vers 20 h 30, le bataillon Spitta atteint Noyelles-sur-Mer et la côte, bouclant ce qu'on appellera bientôt la Poche de Dunkerque.
Le 21 mai, la 2. Infanterie-Division (motorisiert) du général Bader s'installe dans le secteur et forme deux têtes-de-pont (Abbeville et Saint-Valery-sur-Somme) afin de sécuriser le front sud allemand et permettre à la 2. Panzer-Division d'avancer sur Boulogne-sur-Mer.
Côté Alliés, seules deux unités se trouvent en face de ce dispositif allemand :
- Le 27e GRDI (l'unique unité du GA 1 à avoir traversé la Somme), qui se positionne sur Blangy-sur-Bresle et Gamaches pour sécuriser les principaux points d'accès de la Bresle.
- Un bataillon territorial anglais du Queen's royal regiment cantonné la veille à Drucat. Après avoir tenté de défendre Abbeville, il réussit à traverser la Somme avant que les ponts soient contrôlés par les Allemands.

Dans un premier temps, l'état-major allié souhaite combiner des contre-offensives venant du nord et du sud, afin de casser l'encerclement. Cependant, après l'échec des batailles d'Arras et d'Amiens le 21 mai au soir, cette stratégie est abandonnée par le général Weygand, commandant en chef de l'armée française depuis le 19 mai. Celui-ci opte pour la formation d'un front continu le long de la Somme et de l'Aisne (Ligne Weygand) afin de sécuriser le reste du pays.
Un groupement de cavalerie sous les ordres du général Altmayer est constitué pour se positionner entre la côte et Amiens. Mais les unités qui le composent se trouvant dans les Ardennes (pour certaines à plus de 350 km) n'arriveront dans le secteur qu'à partir du 24 mai :
- 24 mai : la 3e DLC s'installe entre Picquigny et Longpré-les-Corps-Saints.
- 25 mai : la 2e DLC borde la Somme entre Longpré et Pont-Rémy (tenu par les Allemands) et découvre la tête de pont allemande fortement défendue entre Erondelle et Huppy.
- 26 mai : la 5e DLC se positionne au nord de la Bresle entre la côte et Saint-Maxent.

Débarquée à Cherbourg le 22 mai, la 1st Armoured Division du général Evans est aussitôt intégrée à ce groupement pour une offensive sur les têtes-de-pont d'Abbeville et de Saint-Valery avec les 2e et 5e DLC, prévue pour le 27 mai. La 2e Brigade de cette unité a déjà participé aux opérations sur la Somme et a même traversé le fleuve à Ailly-sur-Somme le 24 mai avant de se replier, faute de soutien.

## Objectif

### Côté Alliés
Weygand a passé plusieurs ordres du jour offensifs :
- le premier est de couvrir les ports encore libres de Dieppe, Le Havre, Rouen alors que Calais, Boulogne et Dunkerque sont encerclés et tous sur le point de tomber ;
- le deuxième est de repousser les Allemands de la tête de pont pour enfin ancrer une ligne défensive sur la Somme et mettre en place la « ligne Weygand ». On peut rapprocher cette idée du « miracle de la Marne » en 1914 arrêter les Allemands sur un fleuve et les contenir (Weygand tente ainsi de reproduire la manœuvre de Joffre). Encore une fois, on cherche à colmater et à établir un « front continu » et non pas à déstabiliser franchement l'adversaire. Pour les Français, l'opération est d'importance.

Jusqu'au 30 mai, l'offensive est dirigée par le général Frère, commandant la 7e armée française, puis par le général Altmayer, commandant le groupement Altmayer (futur 10e armée).

### Côté allemand
- Pour les Allemands, il s'agit avant tout de protéger les flancs de leurs unités blindées qui combattent et contribuent, plus au nord notamment, à la prise des ports. Ils pouvaient très bien le faire de l'autre côté de la Somme et laisser les Français franchir le fleuve. Mais des décisions ont pesé sur l'OKH allemand pour que la tête de pont soit conservée. Lors du plan rouge (fall rot), les ponts d'Abbeville ne seront pourtant pas des passages privilégiés pour les Allemands, l'effort se fera plus à l'est. On peut donc dire qu’Abbeville revêt moins d'importance pour les Allemands que pour les Français.

## 27 mai: première tentative

### Forces en présence

#### Côté allemand
Les éléments de la 2. Infanterie-Division (motoriziert) ont depuis le 21 mai formé une tête de pont solidement défendue au sud d'Abbeville, formant un triangle entre les communes d'Erondelle, Huppy et Cahon. Une deuxième tête de pont est aussi constituée sur la rive sud de la Baie de Somme entre Saint-Valery-sur-Somme et Boismont.

#### Côté Alliés
Afin de réduire ces têtes-de-pont et contrôler les points de passage sur la Somme, le général Altmayer dispose des 2e et 5e divisions légères de cavalerie, en place depuis le 25 et 26 mai et de la 1re division blindée britannique (1st Armoured Division) et de ses deux brigades.
Après une conférence à Blangy-sur-Bresle, la veille entre les commandants d'unités, il est décidé d'attaquer sur 3 axes :
- La 2e DLC soutenue par la 2d Armoured Brigade devront attaquer l'est de la tête de pont d'Abbeville. Les chars légers Mark VI.B des Queen's Bays (en) sur Limeux et du 3rd Hussars (en) sur Huppy devront enfoncer les défenses allemandes suivis des dragons du 3e RDP.
- La 5e DLC soutenue par la 3rd Armoured Brigade et ses Cruiser Mk IV suivront deux faisceaux d'attaque. Le 2d Royal Tank attaquera l'ouest de la tête de pont d'Abbeville alors que le 5th Royal Tank a pour mission de s'emparer de la tête de pont de Saint-Valery et border la rive sud de la Baie de Somme. Ils doivent être suivis des dragons du 15e RDP et d'éléments à pied des 11e Cuirassiers et 12e Chasseurs à cheval.

Malgré les remarques du général Evans sur la faible capacité de résistance de ses chars, plutôt adaptés à des missions de reconnaissance, les Français décident de les utiliser comme des chars d'assaut et de diviser cette force  sur un terrain qui lui est inconnu.

### Déroulement de l'attaque
Le début des opérations est prévu pour 5 h du matin après un tir de barrage par l'artillerie française. Cependant l'installation des canons ayant pris du retard, l'attaque est reportée d'une heure.

#### Le10thHussars à Huppy

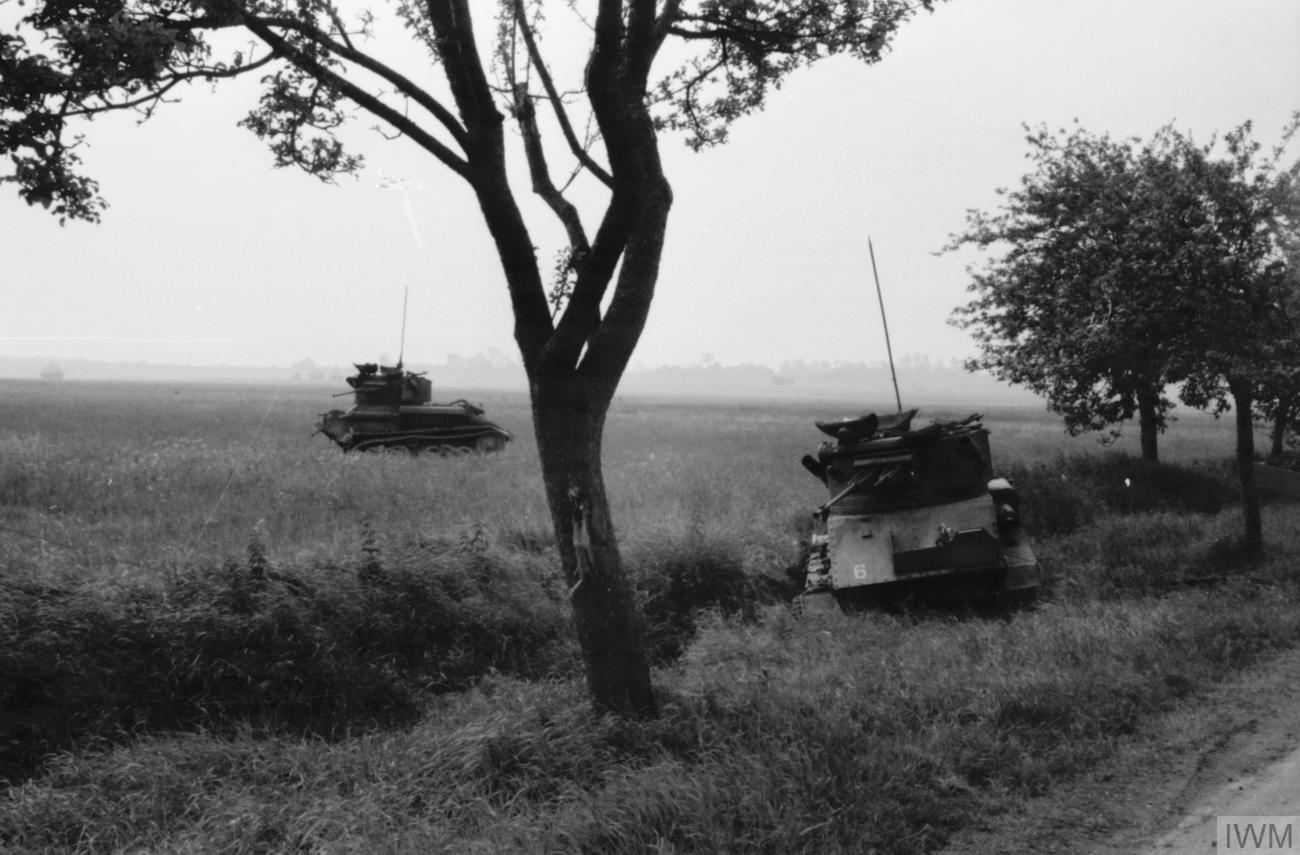
Char Vikers Mark VI.B détruits entre Huppy et Saint-Maxent le 27 mai.

Malheureusement, cet ordre n'est pas parvenu au 10th Hussars qui commence donc son assaut sur Huppy à 5 h, sans préparation d'artillerie.
Huppy (clé de voûte de la tête de pont d'Abbeville) est tenu par une compagnie de Panzerjäger (chasseurs de chars) bien camouflée dans les vergers qui entourent le village. À 5 h 12, alertés par le bruits de chars, les Allemands rejoignent leurs pièces PaK de 37 mm, prêts à tirer sur tout ce qui approche. Sans effet de surprise, sur un terrain découvert et devant un ennemi invisible, les Hussars se font tirer comme des lapins. En 20 minutes, sur les 30 Mark VI.B engagés, 20 seront détruits sans pouvoir atteindre les lisières sud du village. Peu après 6 h, l'attaque est abandonnée.

#### Les Queen's Bays à Limeux
Partis de Rambures, les Dragoons du Queen's Bays arrivent à Limeux vers 6 h et commencent à gravir le plateau au nord du village où ils retrouvent des éléments du 3e RDP. Alors qu'ils s'avançaient vers leur premier objectif, le village de Caumont, les chars légers britanniques subissent le même sort que leurs compatriotes à Huppy. En quelques minutes, 12 d'entre eux sont détruits par les défenseurs allemands cachés dans les lisières et les bois. Ayant appris l'échec de l'attaque des Hussars sur leur gauche, les Queen's Bays décident de se replier, laissant le 9th Lancers (en) en appui des dragons français.

#### Le 2nd Royal Tank atteint la Somme

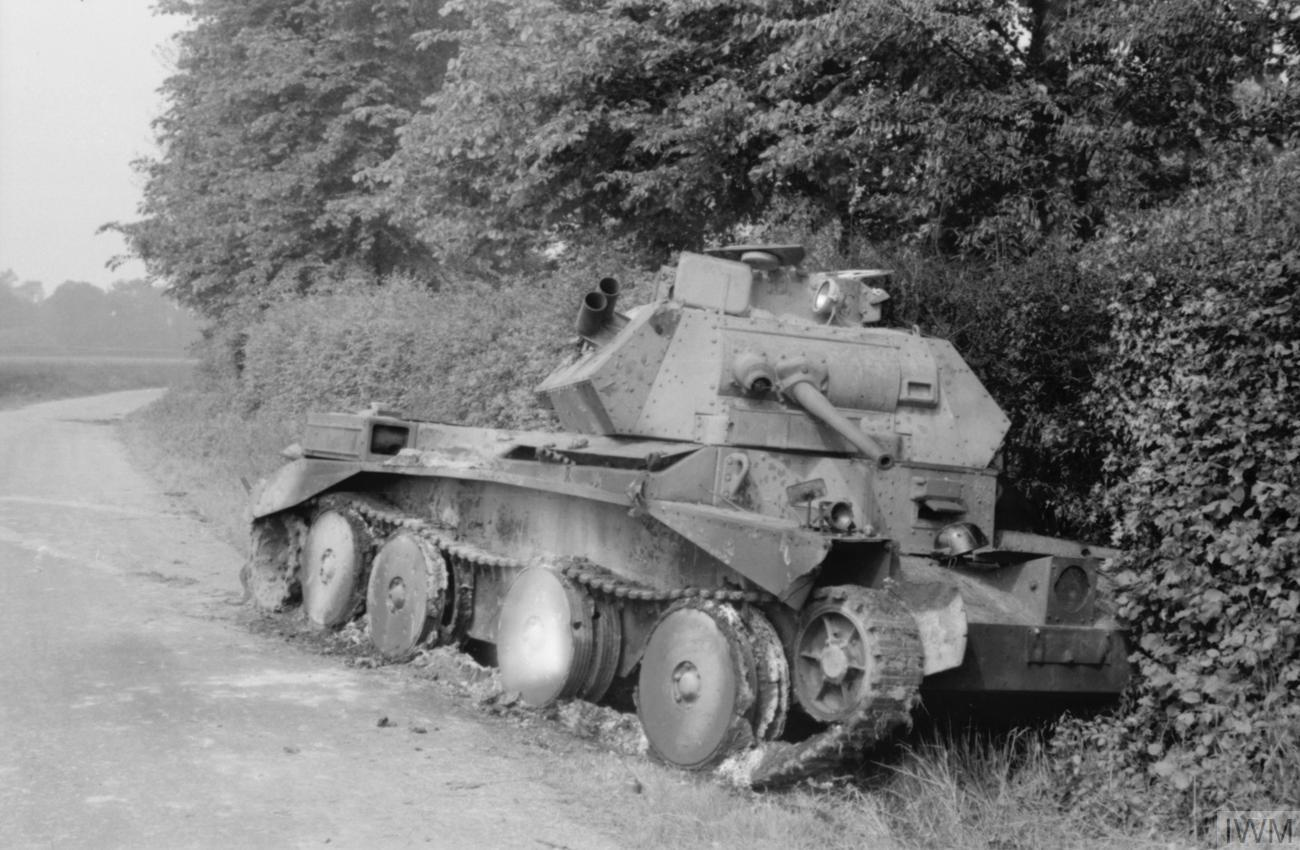
Char Cruiser Mark IV détruit le 27 mai.

L'attaque sur le flanc ouest de la tête de pont connut de meilleurs résultats. En début de matinée, le 2nd Royal Tank arrive à atteindre ses premiers objectifs : l'escadron A entre dans Tœufles rejoint par un escadron du 15e RDP, l'escadron C reprend Miannay et l'escadron B atteint Quesnoy-le-Montant avec des éléments du 11e Cuirassiers.
Cependant, l'élan s'essouffle durant l'après-midi. L'escadron A, continue son avance vers Moyenneville mais se retrouve bloqué par l'artillerie et les pièces antichars allemandes, l'obligeant à rebrousser chemin. À Miannay, l'escadron C attend les Français pour pouvoir progresser vers Cambron, mais ceux-ci n'étant jamais arrivés, le village est abandonné en fin de journée. Seul point positif, l'escadron B et les cuirassiers français atteignent la Somme à Saigneville.

#### Le5thRoyal Tank devant Saint-Valery
Parti de Gamaches, le 5th Royal Tank connaît lui aussi un début de journée prometteur. Il traverse le Vimeu sans aucune résistance et atteint les abords de Saint-Valery vers 9 h. Après une reconnaissance, les Britanniques estiment que la ville est tenue par 1 000 soldats et décident d'attendre l'infanterie française pour lancer l'assaut. Entre-temps, une patrouille a réussi à s'infiltrer dans la tête de pont entre Saint-Valery et Boismont.
Après un après-midi de négociation entre Alliés, il est décidé  de former une ligne de front à partir des villages atteints sans difficultés (Brutelles - Saint-Blimont - Quesnoy-le-Montant). L'attaque sur Saint-Valery (souhaitée par les Britanniques) est repoussée à plus tard et les chars du 5th Royal Tank doivent abandonner le terrain conquis.

#### Bilan
À l'issue de cette journée, Français et Britanniques se rejettent la responsabilité de l'échec de l'attaque. Pour Evans, le mauvais emploi de ses chars et la prudence excessive des troupes françaises ont laissé s'échapper de nombreuses opportunités de conquête qui aurait limité le nombre de pertes au sein de sa division. Pour Altmayer, c'est l'inexpérience et l'inconscience des équipages de chars britanniques qui ont été les causes du nombre important de pertes.
Au soir du 27 mai, les têtes-de-pont allemandes sont toujours en place et n'ont même pas été diminuées. Il n'y a pas véritablement de "terrain conquis" puisque les Français se sont installés là où les Allemands n'étaient pas. Les Britanniques qui ont affronté les points de défenses allemands (Huppy, Caumont, Moyenneville, Saint-Valery) ont subi de lourdes pertes humaines et matérielles (120 chars sur 180, hors de combat par l'ennemi ou par pannes). Les Allemands de la 2. ID (mot) ont rempli leur mission de défense malgré quelques pertes (150 hommes dont 40 morts).
Fortement diminuée, la 1st Armoured Division est mise en retrait du front. Seul un Regiment composite formé du 9th Lancers et d'un escadron mixte (Hussars-Queen's Bays) restera en réserve au sud de la Bresle. Le lendemain, la 4e DCr du colonel de Gaulle prend en charge les opérations sur Abbeville.

## 28-31 mai: De Gaulle à l'attaque

### Forces en présence

#### Côté français

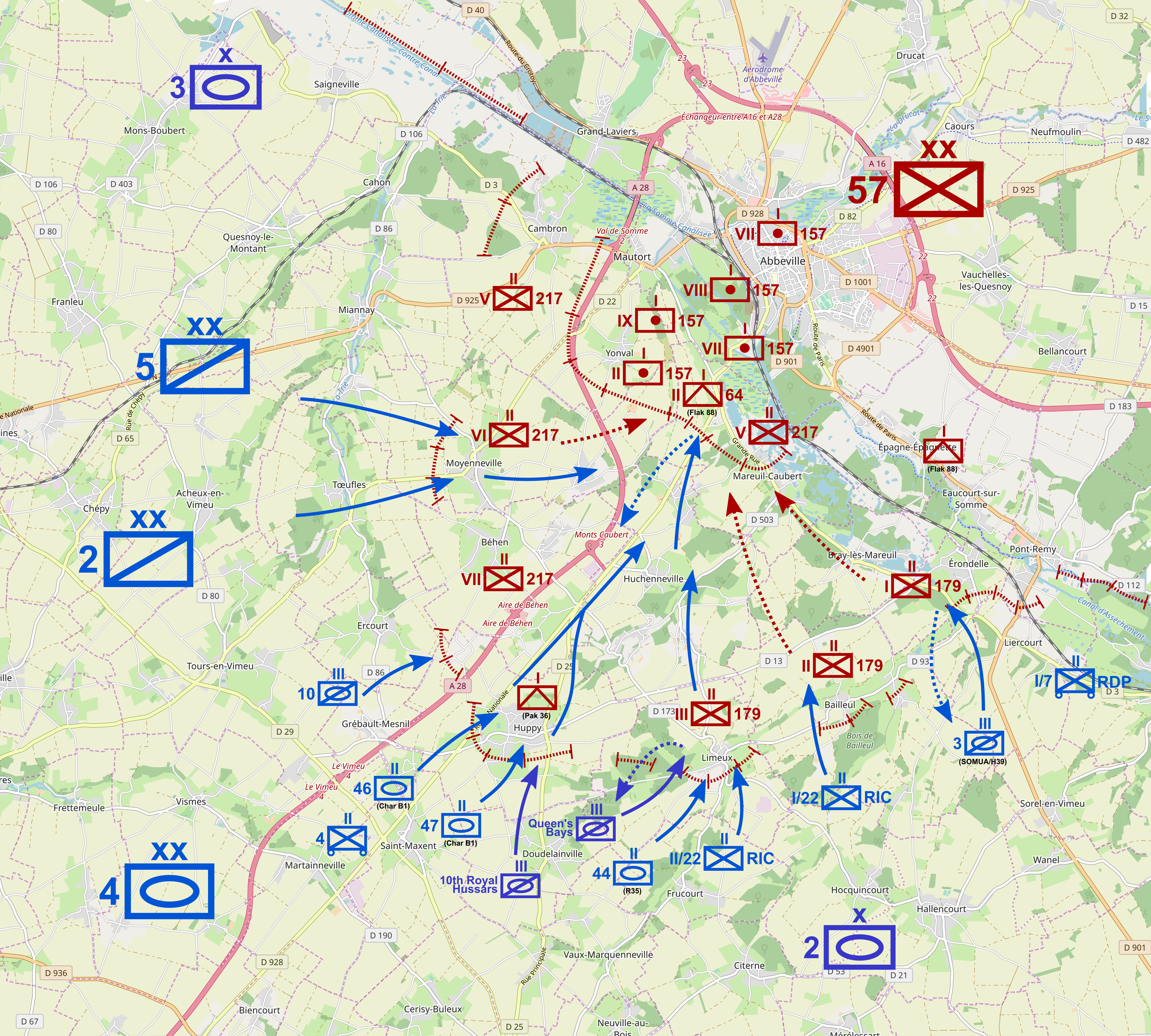
Carte de la bataille

Pour la suite des opérations, la 4e division cuirassée du colonel de Gaulle, renforcée du 22e régiment d'infanterie coloniale est insérée entre les 2e et 5e divisions légères de cavalerie au sud de la tête de pont d'Abbeville.
Lors d'une conférence au château coliné de Oisemont le 27 mai à  11 h, le colonel de Gaulle donne ses ordres aux chefs d'unité françaises et britanniques, en vue de déloger les Allemands installés sur le mont Caubert et dans le triangle formé par les trois communes : Cahon-Gouy, Érondelle et Huppy. Pour cela, il décide de former 3 axes d'attaque :
- À gauche, la 6e demi-brigade (46e et 47e bataillons de chars de combat) avec ses 33 chars B1-bis et le 4e bataillon de chasseurs à pied devront prendre Huppy[3] avant de continuer via Bienfay[réf. nécessaire] sur le mont Caubert.
- Au centre, la 8e demi-brigade (2/24e et 44e bataillons de chars de combat) avec ses 65 chars Renault R35[4] et le 2e bataillon du 22e RIC devront prendre la cote 104[5] en passant par Caumont[6] avant de continuer jusqu'au chemin entre Caubert et Bienfay[5].
- À droite, le 3e régiment de cuirassiers avec ses 17 chars Somua S-35 et 40 Hotchkiss H39[7] et le 1er bataillon du 22e RIC devront prendre Bailleul et le bois au nord du village avant de continuer sur Mareuil-Caubert[réf. souhaitée].

Le 10e régiment de cuirassiers et le 7e régiment de dragons portés resteront en réserve pour la suite des combats. À l'ouest, la 5e DLC devra continuer ses actions sur la tête de pont de Saint-Valery et le flanc ouest de celle d'Abbeville[réf. souhaitée].
La 51e division d'infanterie écossaise (51st Highland Division) positionnée en Lorraine est aussi affectée à ce secteur. Du fait de la longue distance, ses premiers éléments ne pourront arriver qu'à partir du 29-30 mai. Elle ne participera pas au début des opérations[réf. souhaitée].
L'ensemble de la 4e DCr n'étant pas encore arrivé le matin du 28, l'attaque est fixée à 17 h après un tir d'artillerie afin de préparer le terrain et couvrir le bruit des chars en approche,,.

#### Côté allemand
Le 28 mai, la 2. Infanterie-Division (motorisiert) en place depuis le 21, est relevée par la 57. Infanterie-Division (bavaroise) et ses 12 000 hommes commandée par le général Blümm. Elle est composée du 199. IR qui tient la Somme entre Pont-Rémy et Abbeville, du 217. IR en position dans la tête de pont et du 179. IR entre Abbeville et Saint-Valery.
Les Allemands utilisent les épaves des chars britanniques pour y installer des points d'observations et même des mitrailleuses. De plus, ils reçoivent l'apport de 4 canons de 88 mm Flak ; cette arme anti-aérienne s'est révélée efficace contre les chars lourds français. Deux sont positionnées au bout de la route nationale 28 (Cesar et Dora) et deux autres au sommet du mont Caubert (Anton et Berta).

### 28 mai

#### Les chars lourds et les chasseurs à Huppy

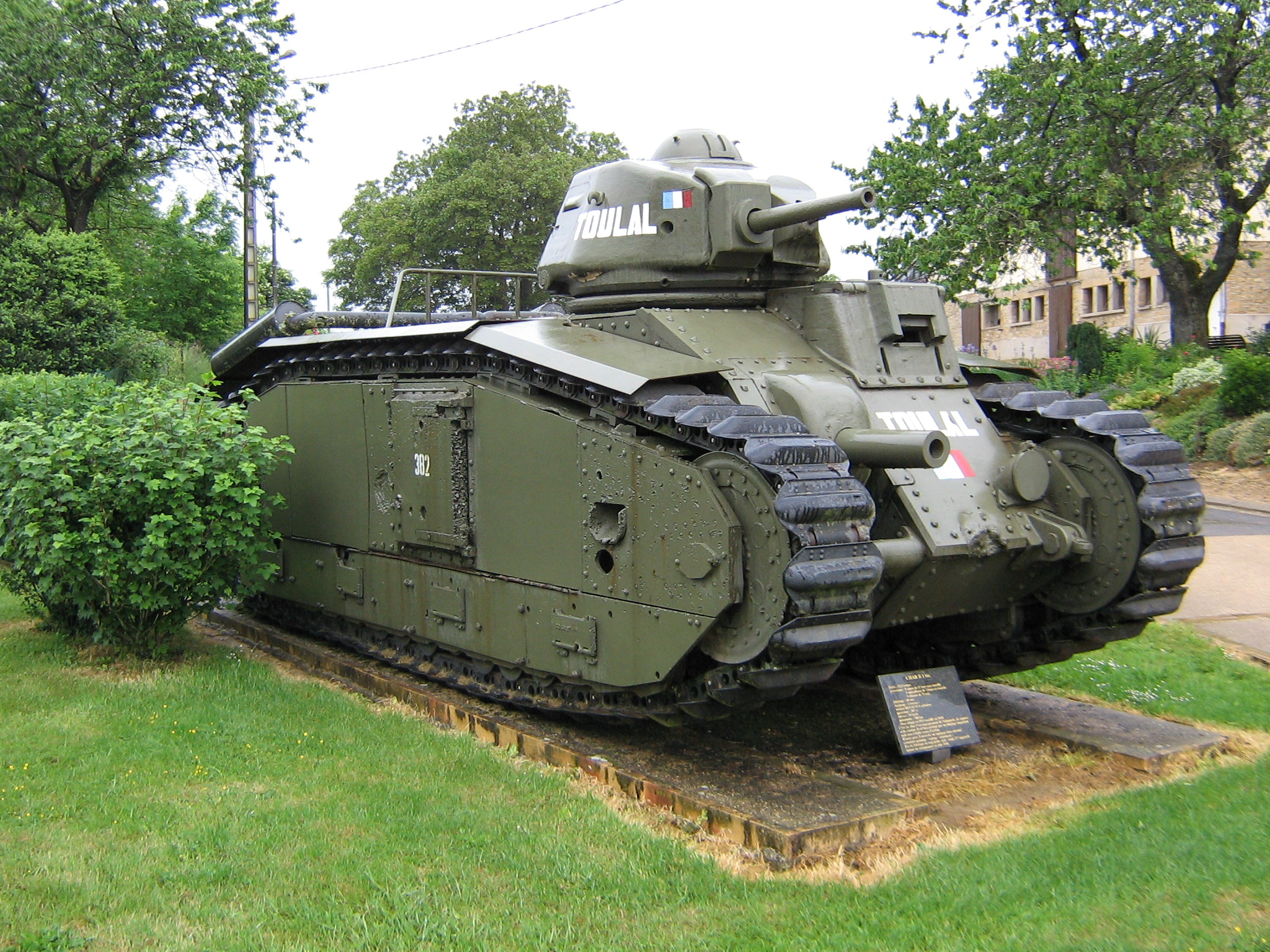
Char B1-bis

Après le tir de barrage, la première vague d'assaut (formée par 18 B1-Bis du 47e BCC) s'élance à 17 h sur son premier objectif : le village d'Huppy. Elle a pour mission de neutraliser les défenses allemandes cachées dans les lisières et vergers qui entourent le village afin de permettre la progression de la deuxième vague (11 B1-Bis du 46e BCC et les chasseurs du 4e BCP). 
Malgré la robustesse de ses engins, le 47e BCC subit plusieurs pertes causées par les troupes anti-chars allemandes qui connaissent bien les points faibles des chars lourds français. À 18 h 30, seuls 8 B1-Bis atteignent Les Croisettes ; 4 ayant été immobilisés devant Huppy et 6 s'étant trompés de route s'avancent sur Limercourt (l'un d'entre eux prendra Huchenneville à lui seul). Après avoir nettoyé Les Croisettes, les 8 chars continuent vers leur deuxième objectif : la cote 104. Mais c'est à ce moment qu'ils sont repérés par les 2 canons flak de 88 mm Cesar et Dora. Arrêtés par les tirs de ces 2 pièces (qui ont détruit plusieurs chars) et dans l'incapacité de continuer leur avance, l'attaque du mont Caubert est repoussée au lendemain.
Pendant ce temps, le 46e BCC et le 4e BCP attaquent Huppy encore bien tenu par les Allemands (la première vague n'ayant pas détruit toutes les défenses). Après une manœuvre d'encerclement menée par les chasseurs, le village tombe vers 21 h (soit 4 h après le début de l'attaque). Le commandant Bertrand (4e BCP) décide alors de passer la nuit sur place et envoie 3 sections s'emparer des Croisettes.

#### Les chars légers et les coloniaux à Caumont

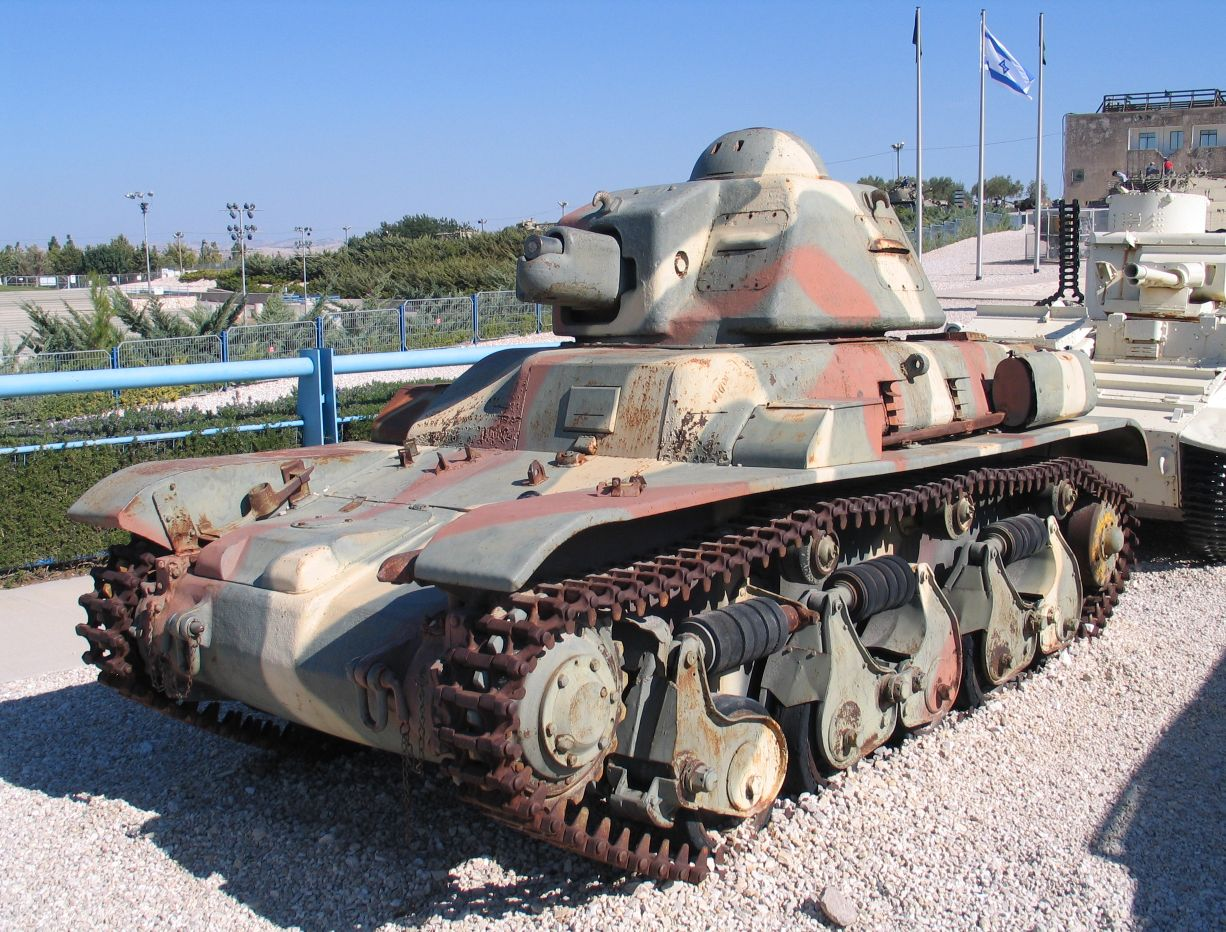
Char Renault R35

A 17 h, le II/22e RIC commence à gravir la crête au nord de Limeux et atteint le plateau face au bois de Caumont (son premier objectif). Alors que le bois (où se trouvent les défenses allemandes) est encore sous le feu de l'artillerie française, des tirs de mitrailleuses arrêtent les coloniaux forcés de s'enterrer et d'attendre les chars de la 8e demi-brigade. En effet, après une mise en place laborieuse sur leur base de départ, les 45 R-35 du 44e BCC et les 12 du 2/24e BCC ne débuteront l'attaque qu'à 18 h.
C'est donc avec une heure de retard que les 65 chars légers rejoignent les coloniaux cloués sur la crête de Limeux. Ils se lancent alors sur le bois de Caumont et les lisières sud du village. Malgré une résistance acharnée, les défenseurs allemands lâchent prise après avoir appris la chute d'Huppy et se replient en désordre vers Abbeville. Les coloniaux, qui suivent les chars, entrent dans Caumont vers 20h et découvrent le résultat de l'affrontement : de nombreux cadavres jonchent le sol et de grandes quantités de matériel (armes et équipements) ont été abandonnées par les défenseurs en fuite. Après avoir pris le château encore bien défendu, le 2e bataillon laisse le village au 3e afin de continuer son avancée.
La défense allemande ayant craqué, les Français s'avancent vers Abbeville sans trop de difficulté alors que la nuit commence à tomber. Sur la gauche, une compagnie atteint Limercourt qui a été nettoyé par des chars du 44e BCC. Sur la droite, le 2/24e BCC suivis de coloniaux pénètrent dans Inval avant de s'emparer du bois au nord du village où ils font de nombreux prisonniers. C'est à ce moment que les canons de 105 mm précipités dans la tête de pont par les Bavarois, ouvrent un feu intensif sur les troupes en mouvement. L'infanterie qui suivait 6 R-35 du 44e BCC dans le Vallon de Frosmes se retrouve alors bloquée, laissant les chars entrer seuls dans Mareuil. Isolés, ils devront abandonner le village dans la nuit.

#### Les chars de cavalerie et les coloniaux à Bailleul

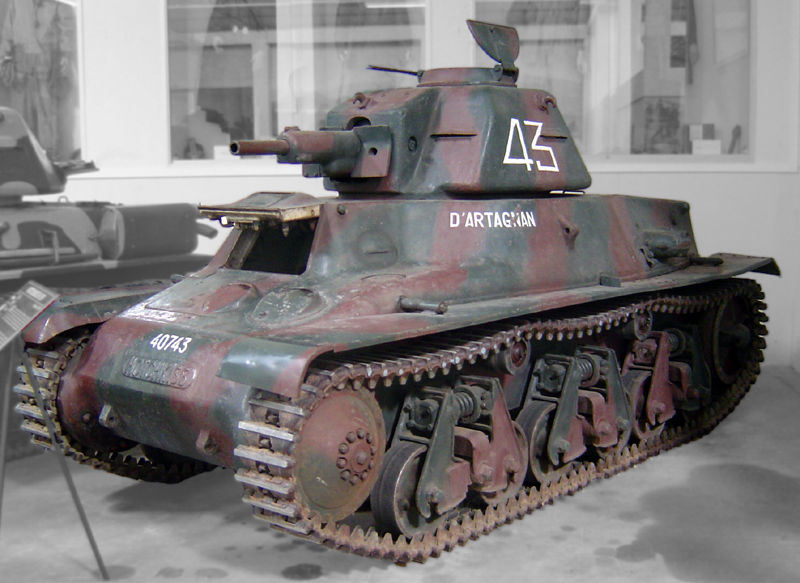
Char Hotchkiss H39

Tout comme leurs confrères du 2e bataillon, les coloniaux du I/22e RIC débutent l'attaque à 17 h en l'absence des chars. Le 3e Cuirassiers qui était encore la veille détaché sur Picquigny a beaucoup de mal à rejoindre le secteur d'Abbeville à cause de nombreuses pannes ou d'erreurs de trajet. Sur 57 chars disponibles seuls 19 arrivent vers 19h sur leur base de départ (14 H39 et 5 S-35) et débutent l'attaque complètement désordonnés (le capitaine Huguet qui commande les Somua fut suspendu par de Gaulle pour s'être interrogé de la faisabilité de l'attaque vu le faible nombre de chars). 
À gauche, les H39 entrent dans Bailleul permettant aux coloniaux bloqués depuis 2 h par l'artillerie allemande positionnée de l'autre côté du fleuve, de prendre le village. À droite, les 5 Somua complètement isolés atteignent la crête au nord de Bellifontaine et aperçoivent les Allemands quitter précipitamment le bois de Fréchencourt. Sans le savoir, au même moment, les chars Hotchkiss venant de Bailleul sont en train de nettoyer ce bois qui sera atteint sans grande difficulté par les coloniaux vers 21 h. À la suite des prises de Huppy et Caumont, la défense allemande se trouve totalement ébranlée en cette soirée du 28 mai, les cuirassiers et coloniaux découvrent face à eux des troupes démoralisées permettant à cette attaque mal préparée d'obtenir quelques gains.
Sur la droite de cet axe d'attaque, le long de la Somme, un détachement du 2e RAM (2e DLC) atteint Bray-lès-Mareuil après avoir pris le bois d'Érondelle avec un escadron de dragons du 3e RDP.

#### Opérations à l'ouest d'Abbeville
Sur la gauche de l'attaque principale, la 5e DLC continue son approche de la Somme entamée la veille. Des éléments du 15e RDP venant de Quesnoy-le-Montant reprennent Cahon et atteignent la Somme au hameau de Petit-Port.
Devant la tête de pont de Saint-Valery, un escadron à pied du 12e Chasseurs à cheval débarqué à Saint-Blimont dans la matinée (où se trouve le 5e RAM), s'installe dans Arrest encore inoccupé, et commence une reconnaissance du secteur.

#### Bilan de la journée
Malgré un début laborieux à la suite d'un manque de préparation et un retard de nombreux chars, cette attaque de la tête de pont d'Abbeville sonne comme un succès pour les Français. La défense allemande a été bousculée, permettant la reprise de Huppy, Caumont, Limercourt, Inval, Bailleul, Bray-lès-Mareuil et Cahon. Les villages de Huchenneville et Mareuil-Caubert ont été atteints par les chars mais l'infanterie n'ayant pu suivre, ils ont été abandonnés. Malgré un décrochage des défenseurs allemands, l'attaque est arrêtée vers 22 heures après la tombée de la nuit.
Au niveau des pertes, elles furent plus matérielles qu'humaines pour les Français : sur 113 chars engagés 57 repartiront le lendemain matin (10 B1-bis, 40 R-35, 2 H39 et 5 S-35). Les chasseurs du 4e BCP ont perdu 22 hommes sur Huppy. Convaincu de sa victoire, le colonel de Gaulle programme la suite des opérations à 4 h le lendemain matin en reprenant les mêmes axes d'attaques.
Côté allemand, les pertes sont assez lourdes : 700 tués et blessés et 200 prisonniers. Cependant, leur défense acharnée a permis de ralentir l'assaut français qui s'est heurté à la nuit. La tête de pont a surtout été sauvée par l'artillerie, qui a bloqué à plusieurs endroits l'infanterie française, et aux canons Flak 88 mm qui ont empêché les chars d'atteindre le mont Caubert. Les troupes d'infanterie qui ont fui vers Abbeville seront regroupées dans la nuit et formeront une nouvelle ligne de défense.

### 29 mai

#### Les chars lourds et les chasseurs attaquent le mont Caubert

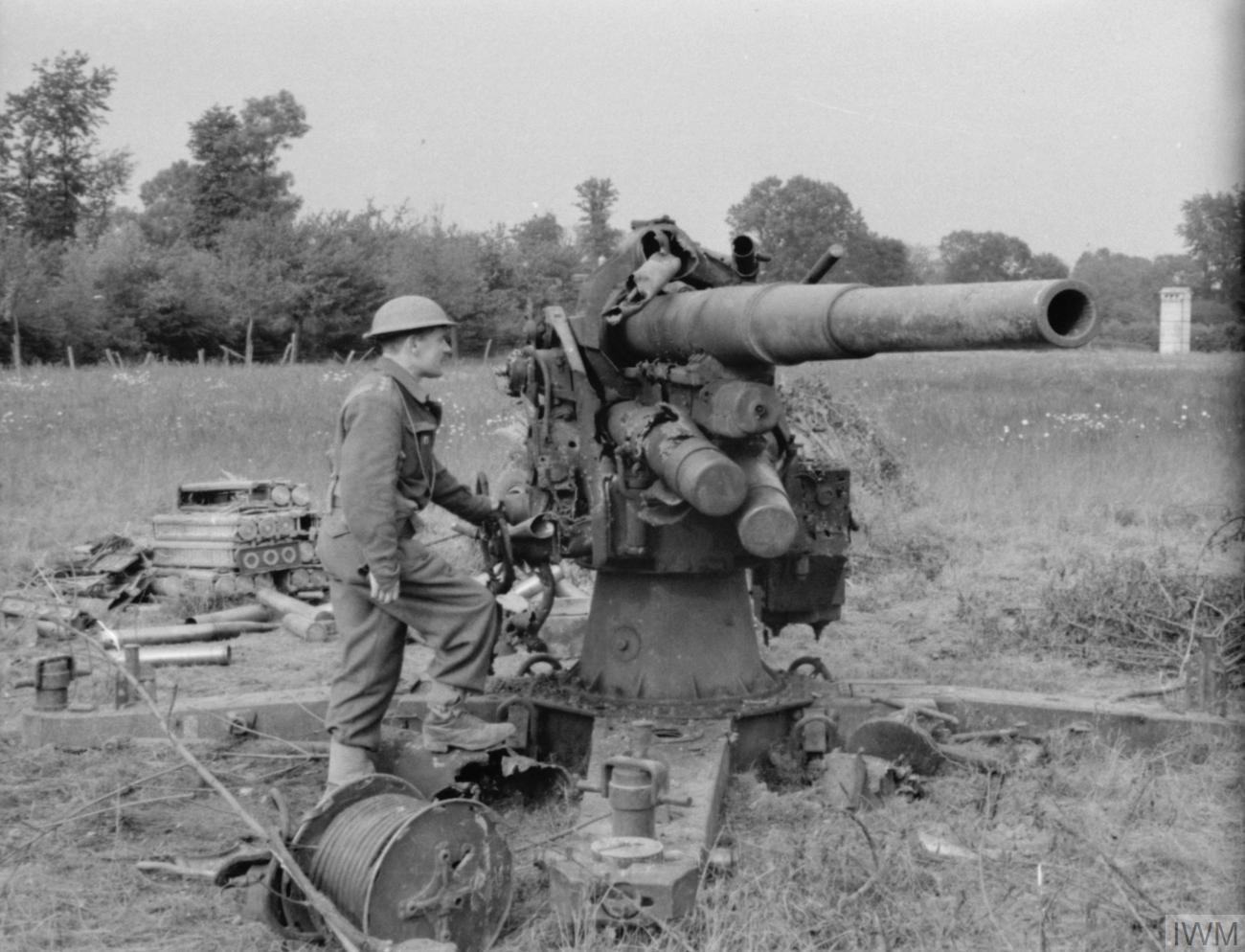
Soldats britanniques autour du canon Flak 88 Dora détruit par les B1-bis le 29.

Après le tir d'artillerie de préparation entre 3 h 40 et 4 h, 9 B1-bis reprennent leur avancée le long de la route nationale vers Villers-sur-Mareuil qui se situe au pied du mont Caubert. Les chars parcourent 200  à   300 mètres sans opposition quand soudain, les armes antichars allemandes ouvrent le feu, ce qui permet aux équipages français de découvrir leurs positions. Au bout de 2 h de manœuvres, les B1-bis parviennent à neutraliser les canons Flak Dora et César (le premier est détruit et le deuxième s'est enfui), ouvrant la route du mont Caubert. Sans infanterie, ils se lancent vers cet objectif final qui se trouve à portée de main. Cependant, à cause de l'absence de communications entre eux (la radio des chars français étant extrêmement médiocre, sinon inexistante), l'assaut est désorganisé, ce qui permet aux Flak Anton et Bertha, situés au sommet, de le repousser. Vers midi, les chars se rassemblent à Bienfay déserté par ses défenseurs, quand soudain 400 hommes environ se lancent baïonnette au canon sur les chars. Ce combat inégal sera fatal aux Allemands et marquera fortement les équipages français.
Pendant ce temps, les chasseurs du 4e BCP terminent de nettoyer le village de Huppy où il feront encore de nombreux prisonniers. Vers 11 h, ils rejoindront aux Croisettes les sections du capitaine Pulvis, en place depuis la veille au soir. En début d'après-midi, le peloton moto est envoyé sur Béhen où il découvre un village abandonné par les Allemands. Ils ont même la surprise de découvrir les habitants du village enfermés dans l'église par les Allemands depuis deux nuits (pour sabotage des lignes téléphoniques). Le reste du 4e BCP rejoint les chars à Bienfay en passant par Boëncourt (hameau de Béhen) où la population était aussi enfermée dans l'école.
À 15 h, l'attaque reprend ; les B1-bis ouvrent la route aux chasseurs répartis en 2 colonnes : la 1re compagnie avance sur Mesnil-Trois-Fœtus (une ferme face au mont Caubert fortement défendue) et la 2e compagnie vers Yonval. Cependant l'artillerie positionnée au sommet du mont, ayant repéré ce mouvement de troupes, lance un violent tir de barrage qui empêche toute avancée des chasseurs. La surprise du matin étant passée, cinq B1-bis sur neuf sont détruits par les canons Flak avant d'avoir atteint le sommet. Vers 16 h les chasseurs se replient sur Bienfay et préparent la défense du village pour la nuit.

#### Les chars légers et les coloniaux atteignent Villers-sur-Mareuil
Stationnés dans Caumont durant la nuit, les 40 R-35 reprennent leur avance à 4h du matin vers Villers suivis des 5e et 7e compagnies du II/22e RIC. Alors que le 44e BCC avance sur les lisières sud de Villers, le 2/24e BCC et les coloniaux entrent dans le bois des Hétroyes et repoussent les défenseurs. Pendant ce temps, la 6e compagnie atteint Huchenneville où les Allemands se sont fortement retranchés dans le château. Ils font alors appel à deux B1-bis qui se trouvent à leur gauche pour les déloger. Vers 9h le village est repris et le III/22e RIC (bataillon de réserve) s'y installe permettant à la 6e compagnie de rejoindre son bataillon qui est en train de reprendre Villers. Les combats de Villers se font maison par maison, rue par rue grâce au soutien des chars Renault jusque vers midi où les lisières nord du village sont atteintes. Les chars qui n'ont subi aucune perte sont envoyés en réserves en prévisions d'un nouvel assaut dans l'après-midi.
À peine maîtres du village, les coloniaux subissent un fort bombardement d'artillerie qui précède une série de contre-attaques allemandes dans le but de reprendre le village. Après un après-midi de défense acharnée et grâce à l'appui de B1-bis, ces tentatives ont été repoussées. Ayant subi quelques pertes, le II/22e RIC est renforcé d'une compagnie du bataillon de réserve dans Villers et une deuxième en soutien dans le bois des Hétroyes. L'assaut sur le mont Caubert, prévu l'après-midi, est reporté au lendemain afin de laisser le temps aux coloniaux de se réorganiser.

#### Les chars de cavalerie et les coloniaux entrent dans Mareuil

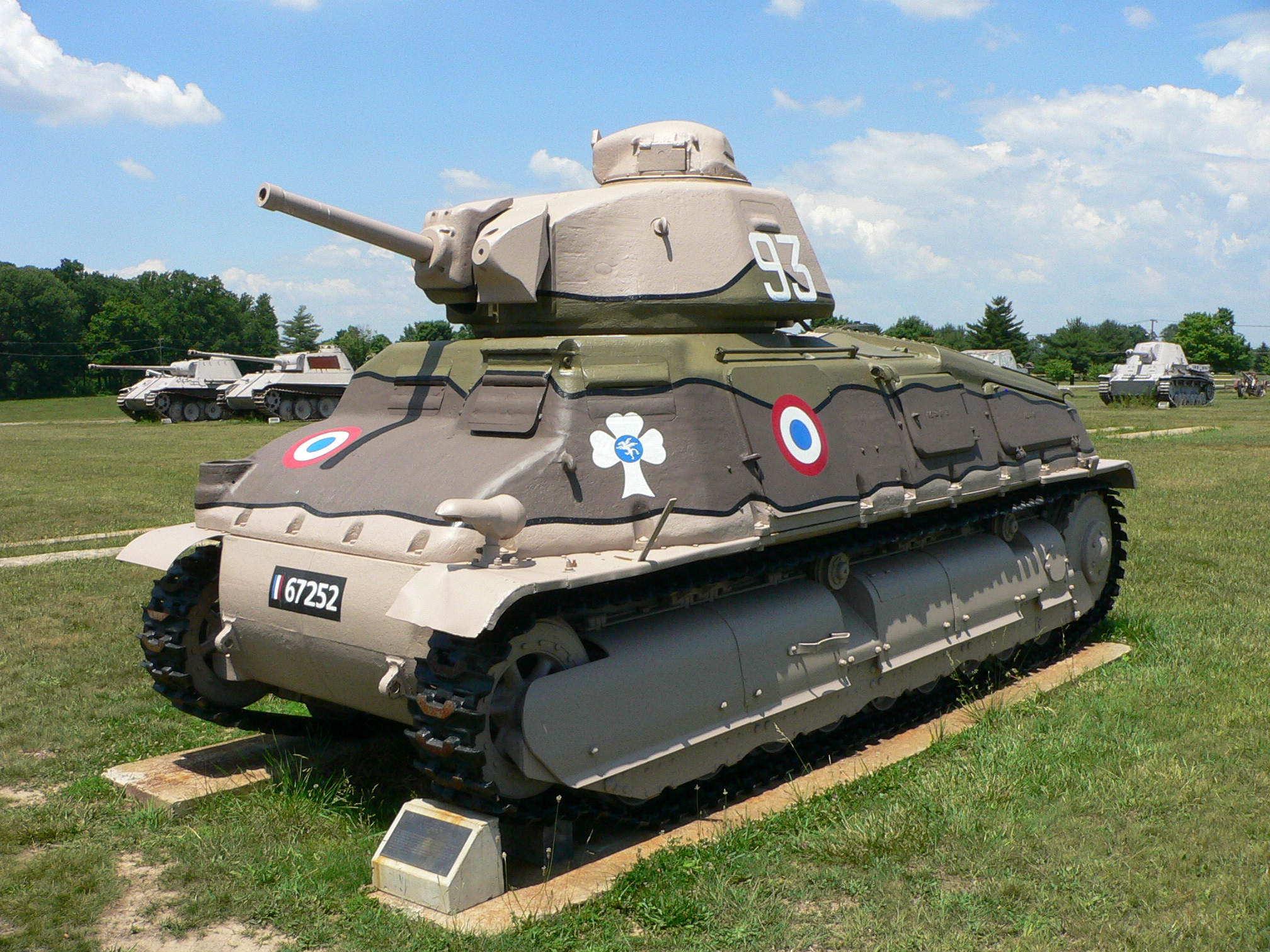
Char Somua S35

Comme la veille, sur les 55 chars de cavalerie attendus, seuls 5 Somua participent à l'assaut en soutien des coloniaux du I/22e RIC en position dans le bois de Féchencourt. L'assaut débute à 4 h 30 et a pour objectif, Mareuil-Caubert. Pour atteindre ce village, les coloniaux sont répartis en 2 colonnes : les 1re et 3e compagnies doivent traverser un plateau totalement nu et à leur droite la 2e compagnie doit passer par le bois de la Morue afin de le nettoyer de possibles défenseurs. Les chars du 3e Cuirassiers avancent en tête et atteignent Mareuil après avoir nettoyé les crêtes du vallon de Frosme des armes antichars et mitrailleuses. Ils attendent alors les coloniaux pour continuer dans le village. Cependant de l'autre côté de la rive, après avoir aperçu les chars prendre la direction de Mareuil, les batteries d'artillerie commencent à pilonner les fantassins qui se trouvent en plein milieu du plateau. Cloués au sol, ils subiront de très nombreuses pertes et resteront toute la journée dans des trous creusés à la hâte en attendant la fin du bombardement.
Vers 14 h, la 2e compagnie réduite à 2 sections (Albène et Mazoyer), parvient à rejoindre les Somua en position à l'entrée de Mareuil et décident ensemble de continuer l'attaque. La section Albène avance sur les hauteurs à droite du bourg pendant que les chars et la section Mazoyer investissent le village qui est lui aussi désert. La coloniaux s'installent dans l'une des premières maisons face à Abbeville pour la nuit, c'est l'unité la plus proche de l'objectif. Un char Somua tombé en panne restera à l'entrée sud du village alors que les autres ont été appelés pour la formation d'un nouvel axe d'attaque. Vers 20 h, trois sections allemandes venant de Caubert neutralisent la section Mazoyer, totalement isolée et à court de munitions. Seule reste dans le secteur, la section Albène qui a atteint les lisières sud du château de Mareuil. En cette fin de journée, les survivants du bombardement profitent de la nuit tombante pour quitter leur lieu de calvaire. La 3e compagnie obliquera sur le bois des Hétroyes où elle se mêle à une compagnie du 3e bataillon alors que les restes de la 1re compagnie réussissent à atteindre le vallon de Frosme, au sud de Mareuil.

#### Les cuirassiers et les dragons prennent Moyenneville

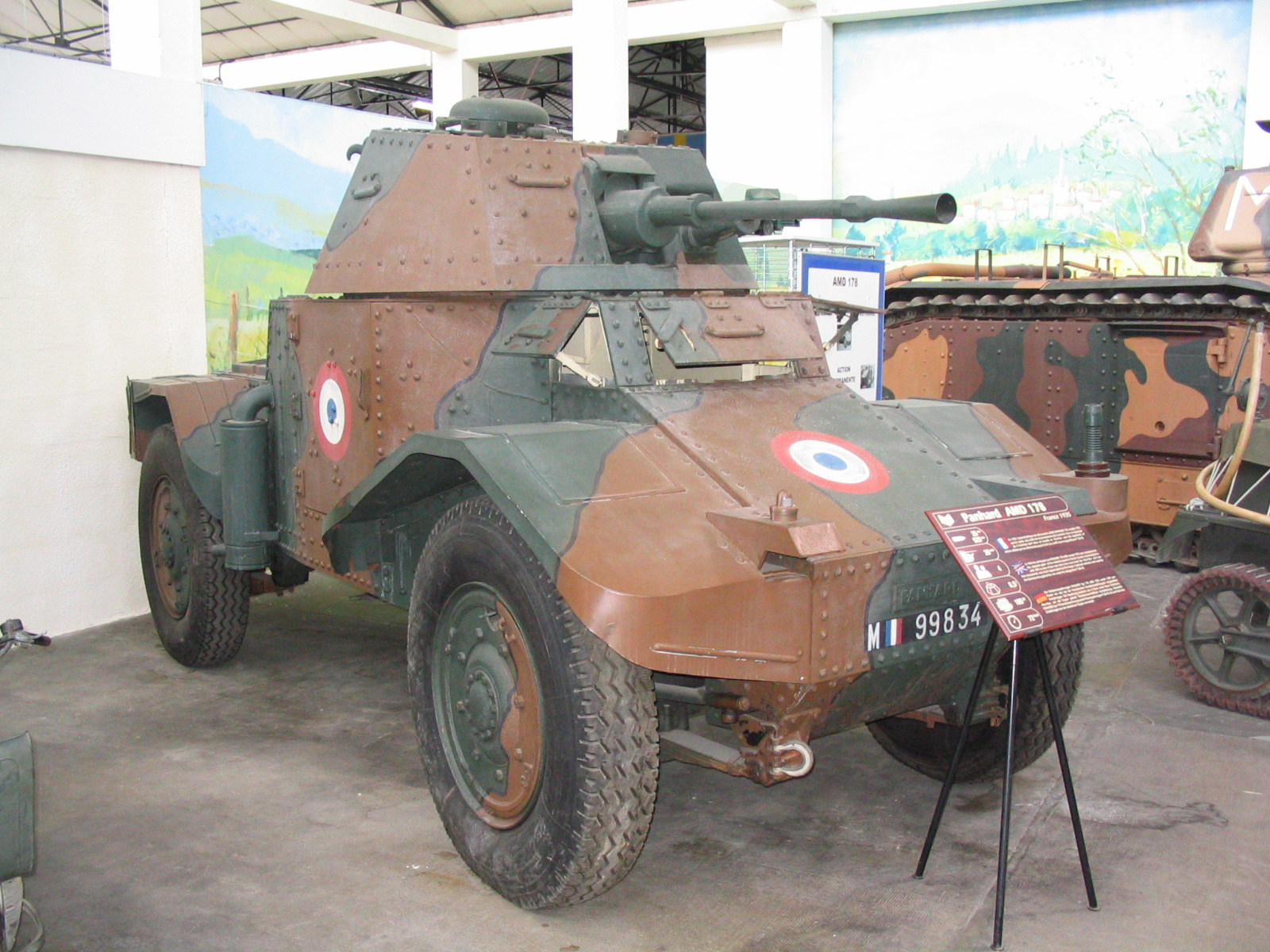
Automitrailleuse AMD Panhard

En position à Saint-Maxent depuis le 28 mai, le 10e Cuirassier (une unité de reconnaissance), a envoyé à 5 h du matin son peloton moto vers Béhen qu'il trouve bien défendu. Il demande l'appui du 15e RDP pour attaquer le village mais n'obtiendra qu'un tir d'artillerie. Au même moment, une patrouille de 3 AM Panhard est envoyée découvrir le flanc gauche de l'attaque de la tête de pont d'Abbeville. Après avoir trouvé Miannay abandonné par les Allemands, cette patrouille se dirige sur Cambron qu'elle atteint en fin de matinée. De ce village, les éclaireurs découvrent la retraite générale de l'infanterie allemande qui se dirige sur Abbeville à la suite des attaques des chars et coloniaux sur Huchenneville, Villers et le mont caubert. Le lieutenant Bridoux qui commande la patrouille, avertit le PC (qui vient juste de s'installer au château d'Huppy), de l'opportunité de victoire et demande du renfort pour occuper le terrain abandonné. De Gaulle ordonne au peloton moto du 10e Cuirassiers de s'installer à Moyenneville ; au peloton moto du 4e BCP de prendre Béhen et au II/7e RDP en réserve depuis la veille à Grandsart, de rejoindre les Panhard et de prendre Rouvroy (faubourg d'Abbeville). Pour les 2 premiers, l'ordre est exécuté en début d'après-midi. 
Cependant les dragons tardent à partir et atteignent Bainast vers 18 h. Ils y découvrent la population enfermée dans le château depuis plusieurs jours et continuent sur Béhen ; mais à ce moment la situation a changé. Les Allemands se sont repositionnés dans la tête de pont et ont envoyé plusieurs contre-attaques. Le II/7e RDP reçoit alors l'ordre d'aller à Cambron où l'on pense trouver Bridoux et ses Panhard. Seulement une contre-attaque les a repoussés du village leur causant plusieurs pertes dont une voiture. Les dragons sont finalement affectés à Moyenneville où les motos du 10e ont repoussé une contre-attaque vers 16 h.
Un nouvel axe d'attaque est créé sous les ordres du 10e Cuirassiers et regroupe les dragons du II/7e RDP et les chars de cavalerie (12 Somua et 18 Hotchkiss) du 3e Cuirassiers. L'assaut vers Rouvroy souhaité en fin de matinée est donc programmé pour le 30 mai après-midi.

#### Opérations à l'ouest d'Abbeville
Sur le flanc gauche de la tête de pont d'Abbeville, le 2e escadron du 15e RDP occupe la vallée de la Trie en partie (Tœufles au sud et Cahon au nord). Au centre, Miannay étant toujours occupé au petit matin du 29 mai, un peloton est envoyé pour en prendre possession. Parti de Monchaux, il contourne le village par le nord et atteint en début d'après-midi le hameau de Lambercourt. À 19 h, il entre dans Miannay, évacué par les Allemands depuis le milieu de matinée et installe des points de défense pour la nuit. À ce moment, les premiers éléments de la 51st Highland Division (le 1st Black Watch) arrivent dans le secteur et viennent renforcer les dragons de Miannay. Durant cette journée, aucune autre action ne fut menée vers Abbeville alors que la zone était désertée de défenseurs.
Vers Saint-Valery, l'escadron à pied du 12e Chasseurs installé à Arrest mène des actions sur le château de Drancourt (fortement défendu) et envoie un peloton occuper Mons-Boubert. Dans la soirée, quelques patrouilles allemandes tentent un contact avec les unités avancées mais elles sont facilement repoussées.

#### Bilan de la journée

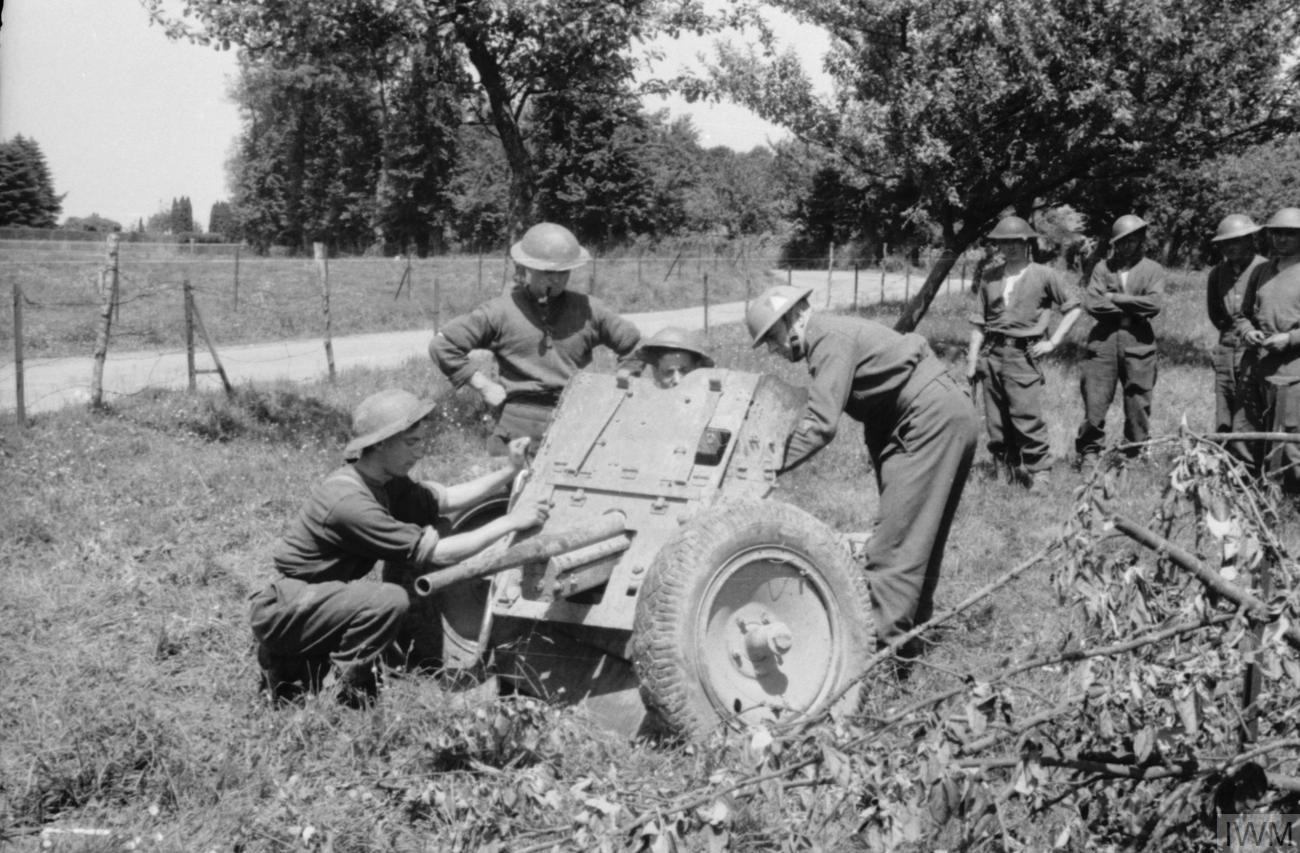
Soldats britanniques autour d'un PaK capturé à Boëncourt.

Contrairement à la journée du 28, le début de l'assaut du 29 fut très prometteur. Le matin, les B1-bis anéantissent les Flak qui protègent la route nationale et les R-35 emmènent les coloniaux du II/22e RIC jusqu'à Villers, au pied du mont Caubert. Cette forte avancée des chars (sans aucune perte) ébranle le nouveau dispositif de défense allemand installé dans la nuit et quasiment toute l'infanterie repasse la Somme. Les villages de Huchenneville, Béhen, Villers-sur-Mareuil, Boëncourt, Bienfay, Moyenneville et Miannay abandonnés sont repris sans grandes difficultés. Seuls les artilleurs en haut du mont Caubert et de l'autre côté du fleuve empêchent les français d'avancer (surtout sur la droite de l'attaque) et masquent la débandade générale. C'est surtout un manque de coordination causé par le peu de moyen de communication entre les unités françaises qui a empêché à la 4e DCr d'être réactive et de profiter de la situation. Durant l'après-midi, ragaillardis par leurs supérieurs, les fantassins bavarois ont réoccupé la tête de pont et tenté de reprendre les positions perdues. Cependant, ces contre-attaques ont toutes été repoussées et les Français ont réussi à garder les villages conquis (seul Mareuil est repris par les Allemands).
Cette fois-ci les pertes matérielles sont faibles (6 chars hors de combat sur 54 engagés), contre des pertes humaines très fortes. Le 22e RIC est l'unité qui a le plus souffert ce 29 mai à la suite des combats de Villers et au bombardement sur le plateau découvert, on estime les pertes du régiment à 900 hommes tués ou blessés. Toutefois, l'offensive n'est pas terminée et des unités qui n'ont pas encore été engagées vont participer aux opérations prévues pour le lendemain (le III/22e RIC, le II/7e RDP et une bonne partie des chars de cavalerie du 3e Cuirassiers). Afin de permettre l'installation et la préparation de ces unités, l'attaque est prévue pour 17h.

### 30 mai

#### Les chars lourds et les chasseurs attaquent le mont Caubert
Grâce aux réparations menées par les mécaniciens durant la nuit, 9 B1-bis sont en état de reprendre l'attaque sur le mont Caubert. Cantonnés à Villers, les chars rejoignent vers 16 h les chasseurs qui tiennent toujours Bienfay. L'objectif est le même que la veille : prendre tout d'abord la ferme de Mesnil-Trois-Fœtus, Yonval et un petit bois au nord de Bienfay réoccupé par les Bavarois durant la nuit, avant d'avancer sur le sommet du mont Caubert. Au moment de démarrer, un violent bombardement s'abat sur le village, empêchant toute progression. À 17 h 40, les chars s'élancent ; deux d'entre eux foncent sur Mesnil-Trois-Fœtus et réussissent à neutraliser les armes antichars. Sur leur droite, le petit bois est réoccupé mais les chasseurs qui doivent les suivre ne sont pas là (un nouveau tir d'artillerie bloque toute tentative de sortie par le nord du village). Les chars qui cherchent l'infanterie sont alors repérés par les canons Flak qui ouvrent le feu sur eux. À gauche, une compagnie de chasseurs atteint le bois de Yonval où un combat de corps à corps fait rage avec les défenseurs. Isolés, ils décident de revenir à Bienfay.
Après 2 h de combat, l'attaque eu le même résultat que la veille : l'infanterie se retrouve bloquée dès la sortie du village et les chars seuls devant le mont se font fortement endommager par les Flak. Sur les 9 B1-bis engagés, 4 seulement reviendront dans Bienfay et s'installent avec les chasseurs pour défendre le village. Durant la soirée, les premiers éléments de la 51st Highland Division arrivés dans le secteur (le 4th Seaforth installé à Béhen depuis le matin), relèvent les chasseurs et prennent en charge la défense de Bienfay. À l'issue de ces 3 jours de combat, la 6e demi-brigade n'a plus que 4 chars sur 32 engagés et le 4e BCP laisse derrière lui 55 morts.

#### Les chars légers et les coloniaux attaquent le bois de Villers
L'attaque qui était prévue le 29 après-midi (repoussée à la suite des contre-attaques allemandes) reprend à 7h du matin en direction du bois de Villers. Seuls 5 R-35 du 44e BCC sont envoyés en soutien des coloniaux (4 sections du 2e bataillon et 2 sections du 3e). Au moment de traverser la route nationale qui sépare le bois du village, 2 chars sont touchés par les Flak du mont Caubert puis celui du chef de section qui continue l'attaque à pied. Les 2 derniers réussissent à nettoyer les lisières ouest du bois pendant que les coloniaux le fouillent (les lisières nord sont atteintes vers midi).
Une heure après avoir leur objectif, une contre-attaque allemande, précédée d'un tir d'artillerie, déloge les coloniaux du bois mais elle est arrêtée par les unités du III/22e RIC qui défendent Villers. Après plusieurs tentatives des Allemands sur le village, la compagnie de transmission du régiment (transformée en unité de combat) est envoyée à nouveau dans le bois et parvient à occuper les lisières sud. Une ultime attaque est prévue avec les R-35 du 2/24e BCC et le III/22e RIC pour le lendemain matin. Dans la nuit, le 1er bataillon du 7e RDP (qui n'a pas encore été engagé) relève les unités qui occupent le bois des Hétroyes.

#### Les coloniaux prennent le château de Mareuil
Tôt le matin, les restes du I/22e RIC rejoignent la section Albène qui se trouve devant le château de Mareuil depuis la veille au soir. Ce château ayant été évacué par les Allemands durant la nuit, les coloniaux en profitent pour s'en emparer et s'y retrancher. Ils y font l'étonnante rencontre de la gouvernante qui depuis le début des combats se trouvait dans la demeure. Vers 10h, les Allemands tentent de reprendre cette position perdue bêtement avec le soutien d'automitrailleuses mais se heurtent aux défenses des Français.

#### Les cuirassiers et les dragons bloqués devant Moyenneville

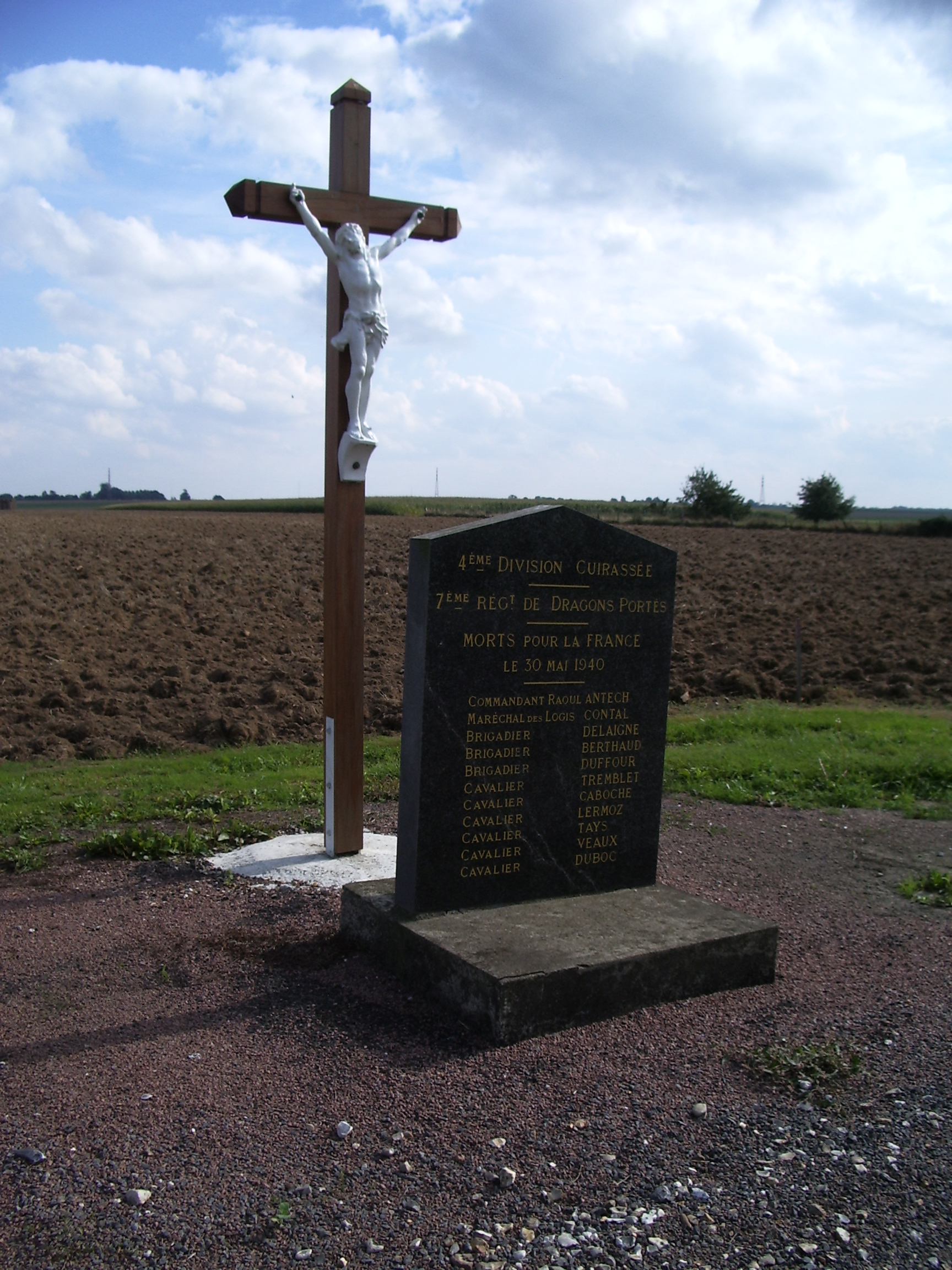
Monument au 7e RDP en mémoire des combattants tués à Moyenneville le 30 mai 1940.

Durant toute la nuit, les dragons du II/7e RDP (unité n'ayant pas encore combattu) ont craint une attaque en entendant les Allemands se réinstaller dans le bois au nord de Moyenneville (bois des Anglais), mais le secteur resta globalement calme. Vers 11h30, une patrouille est envoyée afin de reconnaître le terrain de l'attaque prévue pour 17 h au nord du village. Repérée, elle est prise sous le feu des Allemands retranchés dans le bois des Anglais et dut mettre 2 h pour revenir sur ses positions en rampant sous les rafales. En début d'après-midi, les 18 Hotchkiss et les 12 Somua du 3e Cuirassiers atteignent leurs points de départ, au sud de Moyenneville. Les H39 ont pour objectif de prendre le bois des Anglais avant de continuer sur Rouvroy (au nord du mont Caubert) alors que les S-35 prendront le ravin au nord de Moyenneville pour s'avancer sur Cambron. Pour la première fois depuis le début des opérations, cette attaque aura un soutien aérien.
À 17 h, l'assaut commence alors que le bombardement d'artillerie n'a pas encore débuté. Sur la gauche, les Somua dépassent Moyenneville et se font immédiatement repérer par les canons Flak installés sur le mont Caubert. En peu de temps plusieurs chars dont celui de chef d'escadron, sont mis hors combat (seuls 3 chars atteindront le ravin). Sur la droite, les Hotchkiss se lancent sur le bois des Anglais et y pénètrent facilement bousculant les défenses allemandes. Derrière eux, les dragons sont restés bloqués aux lisières nord de Moyenneville par des mitrailleurs allemands qui ont repris leurs postes après le passage des chars. L'infanterie n'ayant pas suivi, 16 Hotchkiss se retrouvent seuls sur le glacis face au mont Caubert. En pleine ligne de mire des canons Flak tout en traversant un champ de mines, la plupart des chars restent sur place et les rescapés se replient sur Moyenneville.
Vers 19 h, les Allemands du 217. IR lancent une série de contre-attaques afin de reprendre Moyenneville. La panique s'installe chez les hommes du II/7e RDP qui abandonnent le village et se replient sur Béhen. Les pelotons moto et automitrailleuse du 10e Cuirassiers, quelques chars et une poignée de dragons réussiront durant toute la soirée à repousser cinq contre-attaques et ainsi garder Moyenneville. Dans la nuit, 2 compagnies écossaises du 4th Seaforths relèvent ces unités, usées par 3 jours de combats (le II/7e RDP compte 11 morts, 66 blessés, 82 disparus dont 53 prisonniers).

#### Opérations à l'ouest d'Abbeville

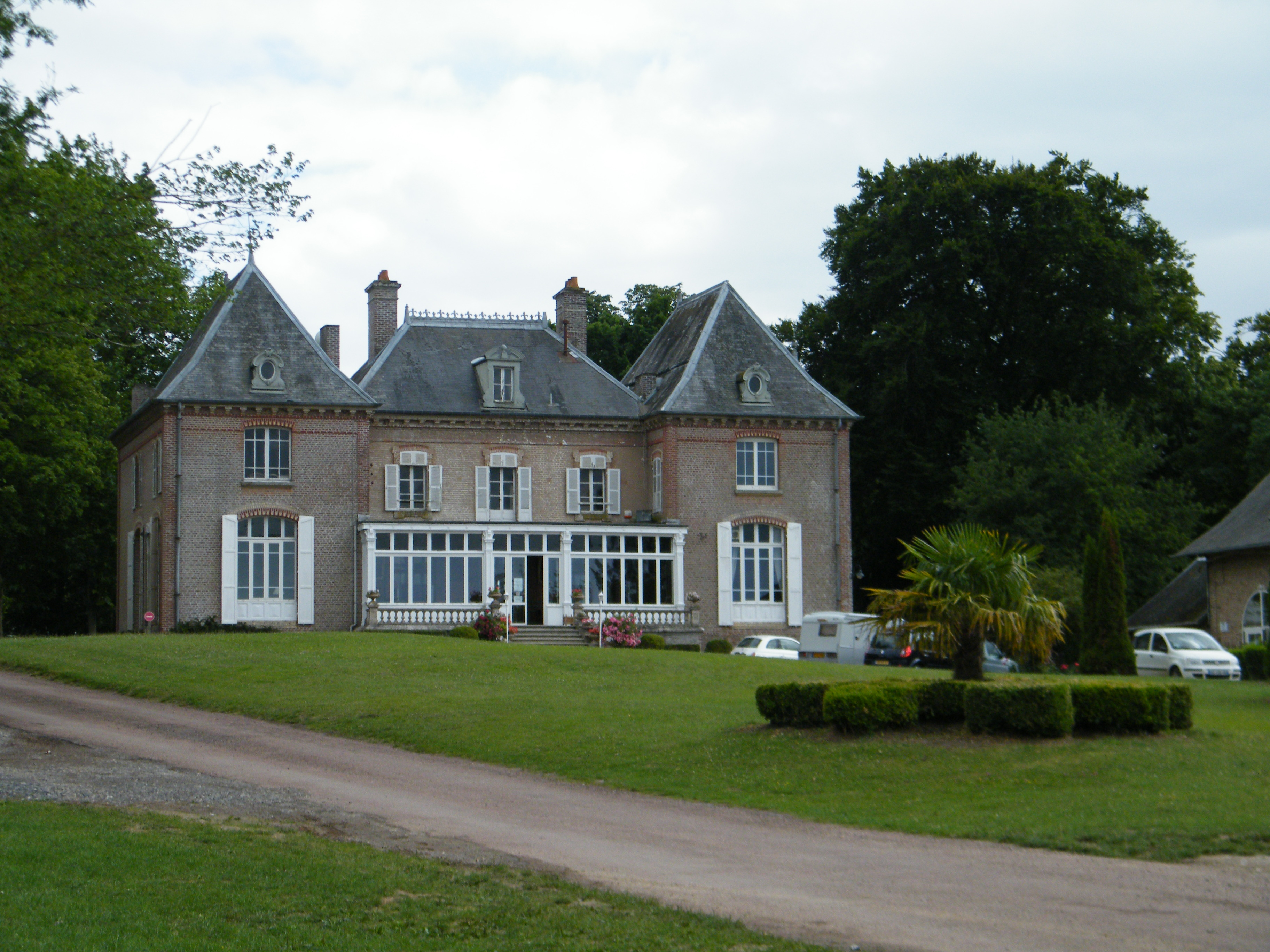
Château de Drancourt

Arrivés dans le secteur de Miannay durant la nuit, les Écossais du 1st Black Watch sont affectés à l'attaque prévue ce 30 mai après-midi. Leur compagnie B est chargée de prendre le Grand bois à l'est de Cahon avant de continuer sur Cambron soutenue par les Somua venant de Moyenneville. Sans avoir eu le temps de faire une reconnaissance, le premier objectif est atteint vers 14 h avec de légères pertes. Cependant, les Somua ayant été stoppés devant Moyenneville et l'attaque générale ayant échoué, les Écossais abandonnent le Grand bois en fin de journée.
Au sud de Saint-Valery, l'escadron Ethuin du 12e Chasseurs à cheval continue ses actions vers le château de Drancourt. À 9 h, un premier contact découvre un noyau de résistance dans un bois au sud du château. Une attaque est prévue dans l'après-midi précédée d'un bombardement par les artilleurs en batterie à Saint-Blimont. À 16 h, un peloton atteint les lisières du bois mais il est repoussé sur Arrest par les tirs des mitrailleuses allemandes. En fin de journée, le peloton moto du 5e RAM qui a atteint Estrébœuf se replie sur Tilloy étant trop isolé du reste de la brigade. Dans la soirée, l'escadron Bouhet du 12e Chasseurs renforce la ligne de défense sur Mons-Boubert.

#### Bilan de la journée
Cette troisième journée se solde par un échec pour les Français. Le colonel de Gaulle ayant reconduit le même plan d'attaque que la veille, les Allemands ont pu renforcer leurs défenses en canons Flak 88 mm (qui s'étaient révélés très efficaces contre les chars français) et installer des champs de mines sur les points d'accès stratégiques. Ayant perdu l'effet de surprise et du nombre, les chars ont été totalement impuissants face à la puissance de feu allemande. Mis à part le château de Mareuil, aucun gain n'a été effectué par l'infanterie alliée (les Écossais ont du abandonner le bois de Cahon). Cependant les cinq contre-attaques allemandes ont toutes été repoussées, tandis que l'aviation française bombarde les pentes de Mareuil et les ponts d'Abbeville.
En fin d'après-midi, des hauteurs de Villers-sous-Mareuil, le colonel de Gaulle, vêtu de sa veste de cuir, observe à la jumelle les différentes phases de la bataille, puis décide l'arrêt des combats. Il se rend alors au PC du colonel Le Tacon, commandant le 22e RIC installé au château d'Huchenneville, pour le féliciter et l'informer de ses nouvelles décisions. Le lendemain, la plupart des unités de la 4e DCr seront relevées par la 51e division écossaise qui arrive de Lorraine. 

### 31 mai

#### Dernière tentative des coloniaux sur le bois de Villers
Tôt le matin, avant l'arrivée de l'ordre de relève, l'attaque prévue pour reprendre le bois de Villers perdu la veille reprend. Une section du 2/24e BCC se lance sur les lisières nord du bois pour réduire les mitrailleuses qui y sont postées. Sur les 6 chars engagés, 5 restent sur le terrain, touchés par les Flak du mont Caubert. Cependant, cette ultime charge de la 4e DCr permit à 2 compagnies du III/22e RIC de reprendre la totalité du bois avant de laisser le secteur aux Écossais. Durant l'attaque le chef de bataillon, le commandant Jacoby, fut mortellement blessé. Durant ces journées le 22e RIC a perdu le quart de ses effectif : environ 100 tués (dont 4 officiers) et 500 blessés ou disparus (dont 22 officiers).

#### Les Écossais relèvent la4edivision cuirassée
Après avoir reçu un rapport du colonel de Gaulle, le général Altmayer réunit à Saint-Maxent les généraux commandant la 51e DI écossaise, la 4e DCr, les 2e et 5e DLC. Ils lui exposent leur situation et l'état de leurs troupes après l'opération des trois journées précédentes dans la région d'Abbeville. Le bilan de ces combats est très lourd. La 4e DCr du colonel de Gaulle a perdu approximativement 850 hommes et 113 blindés sont inutilisables, il n'en reste que 54. Elle est de facto hors d’état de combattre en l’état. Elle a en revanche détruit de nombreuses armes antichars et aussi affaibli la 57e ID bavaroise dont elle a capturé environ 250 prisonniers et pris à l'ennemi un matériel important. La tête de pont, quoique réduite, est cependant toujours aux mains des Allemands.
Déjà commencée dans la nuit, la relève des troupes françaises par les Écossais de la 51st Highland Division va se faire progressivement durant les prochains jours. La 5e DLC est remplacée dans la nuit du 31 mai au 1er juin tandis que le 22e RIC devra attendre la nuit du 1er au 2 juin pour pouvoir quitter ses positions. Dernière unité à quitter le secteur, le I/7e RDP qui occupe le bois des Hétroyes depuis le 30 mai au soir, est relevé dans la nuit du 2 au 3 juin. 
Au matin du 3 juin, la division écossaise est donc entièrement installée sur le front de la basse Somme. Elle est composée de 3 brigades qui occupent le secteur de la mer à Bray-lès-Mareuil :
- la 154th Brigade devant la tête de pont de Saint-Valery : 
  - 8th Argyll and Sutherland Highlanders de Cayeux-sur-Mer à Tilloy,
  - 7th Argyll and Sutherland Highlanders de Arrest à Saigneville,
  - 4th Black Watch en réserve sur la Bresle.
- la 153rd Brigade à l'ouest de la tête de pont d'Abbeville : 
  - 1st Gordons de Cahon à Miannay,
  - 1st Black Watch de Tœufles à Moyenneville,
  - 5th Gordons à Moyenneville.
- la 152nd Brigade à l'est de la tête de pont d'Abbeville : 
  - 2nd Seaforths à Bienfay,
  - 4th Camerons de Villers-sur-Mareuil à Mareuil,
  - 4th Seaforths en réserve sur Huppy.

Une unité motorisée, le 1st Lothians and Border Horse, est positionnée à l'extrême droite du dispositif sur Bray-lès-Mareuil.
Sur la Bresle, le 6th Royal Scots Fusiliers remplace le 27e GRDI dans la défense des points de passage (Le Tréport, Gamaches et Blangy-sur-Bresle).
Une dernière attaque est prévue pour le 4 juin par l'état-major afin de réduire définitivement la tête de pont d'Abbeville. Pour cela, la 2e DCr et la 31e DIA sont intégrées au dispositif, sous le commandement du général écossais Victor Fortune dont le PC est installé à Martainneville. Ces unités arrivent dans le secteur d'Abbeville dans la soirée du 3 juin.

## 4 juin: l'ultime assaut franco-écossais

### Forces en présence

#### Côté Alliés

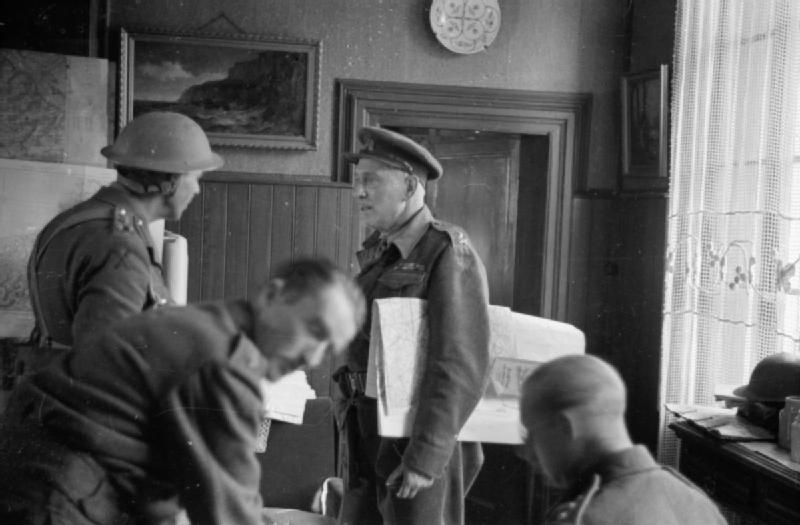
Le général Fortune quelques jours après la bataille d'Abbeville.

Pour cette dernière tentative, la 51e division d'infanterie écossaise est donc soutenue par la 2e division cuirassée du colonel Perré, renforcée du 15e régiment d'infanterie alpine (les autres unités de la 31e division d'infanterie alpine sont en réserve sur la Bresle).
Le général Fortune modifie un peu la stratégie de son prédécesseur pour la conquête du mont Caubert. L'attaque principale, divisée en 2 axes, aura lieu au centre et combinera une action entre chars et infanterie :
- À droite, la 2e DCr (8e/15e et 14/27e bataillons de chars de combat) avec ses 47 chars, le 17e bataillon de chasseurs portés et le 4th Seaforths devront prendre Mesnil-Trois-Fœtus avant de continuer sur le mont Caubert.
- À gauche, le 48e bataillon de chars de combat avec ses chars Renault R35 et 2 bataillons du 15e régiment d'infanterie alpine devront prendre le bois au nord de Moyenneville avant de continuer sur le mont via Yonval.

Sur les flancs deux attaques seront menées vers Abbeville par l'infanterie écossaise :
- Sur le flanc droit, le 4th Camerons devra prendre le bois de Mareuil avant de continuer sur Mareuil-Caubert puis Abbeville.
- Sur le flanc gauche, le 1st Gordons appuyé du 1st Black Watch, venant de Cahon se dirigera vers Cambron via le Grand bois.

Le départ est prévu à 3 h 30 du matin après un tir d'artillerie lancé par les 200 canons de toutes les unités participant à cette bataille (2e et 5e DLC, 2e et 4e DCr, 31e DIA et 51st HD).

#### Côté allemand
En position depuis le 28 mai, la 57. Infanterie-Division (bavaroise) du général Blümm tient toujours la tête de pont d'Abbeville malgré de nombreuses pertes causées par 4 jours d'attaques et de contre-attaques. Le 199. IR qui n'a pas encore été engagé (tenant la Somme entre Pont-Rémy et Abbeville) est envoyé relever les 179 et 217. IR qui ont subi les attaques de la 4e DCr. De nombreuses pièces d'artillerie sont aussi venues renforcer les défenses de la tête de pont.

### Déroulement de l'attaque
À 3 h 20, l'un des plus puissants tirs d'artillerie de la bataille de France s'abat sur les positions allemandes du mont Caubert (malgré sa puissance, ce tir ne fera pas beaucoup de dégât chez les Allemands bien protégés dans leurs tranchées et abris). À 3 h 30, heure du début de l'attaque, l'artillerie allemande répond au tir allié par une contre-batterie très effice, ce qui aura pour effet de désorganiser l'attaque dès le départ.

#### La2eDCr, les chasseurs et les Seaforths bloqués devant le mont Caubert

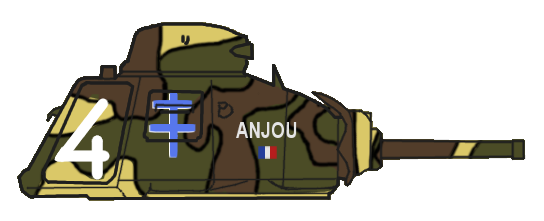
Dessin de la tourelle du char B1-bis Anjou du 8/15e BCC, engagé à Abbeville le 4 juin.

La première vague d'assaut (21 chars B1-bis du 8/15e BCC et les chasseurs du 17e BCP) se lance vers Mesnil-Trois-Fœtus en contournant de chaque côté le bois de Villers ; celui-ci doit être nettoyé par les Écossais du 2nd Seaforths positionnés à Bienfay (ce bois durement conquis par les coloniaux a été abandonné par les Écossais lors de leur installation et réinvesti sans résistance par les Allemands). Cependant, à cause du bombardement allemand, les Écossais ont pris du retard et le bois reste toujours bien défendu par des armes automatiques et antichars. La première vague d'assaut se retrouve alors ralentie et une partie des chars tombe sur un champ de mines situé dans le goulot entre le bois et la route nationale. Au bout d'une heure, les B1-bis dépassent le bois de Villers (10 chars ont été mis hors combat depuis le début de l'attaque) et se dirigent vers la ferme de Mesnil suivis par les chasseurs et quelques Écossais du 4th Seaforths qui pensent suivre la 2e vague. Après de durs combats, les chasseurs parviennent à s'emparer de ce bastion faisant 41 prisonniers et attendent l'arrivée du 4th Seaforths pour continuer leur avance. Pendant ce temps, 3 chars réussissent à atteindre successivement le sommet du mont Caubert et à y désorganiser la défense allemande (cependant le premier sera détruit par un tir d'artillerie venant de l'autre rive de la Somme). Bien qu'ayant réussi leur mission, ces 2 B1-bis attendent l'infanterie en vain (mis à part une section écossaise) ; ils abandonneront leur conquête vers 10 h du matin et retourneront sur Bienfay.
Alors que la 1re vague a réussi son objectif partiellement et avec de nombreuses pertes, la 2e vague (26 chars H39 du 14/27e BCC et les Écossais du 4th Seaforths) a eu beaucoup plus de mal dès le débouché. Suivant le trajet des B1-bis, de nombreux Hotchkiss sont victimes des défenses antichars du bois de Villers ou du champ de mines à l'est du bois. Bloqués par le bombardement allemand, les Écossais se font dépasser par les chars et ne parviennent pas à les suivre. Sans soutien, ils tentent d'atteindre Mesnil-Trois-Fœtus où les attendent les chasseurs du 17e BCP ; mais à découvert sur le glacis du mont Caubert, les Seaforths se sont retrouvés sous un tir nourri de mitrailleuses leur causant de très nombreuses pertes. Ne pouvant plus avancer, les rescapés sont obligés de se replier sur les lignes de départ. Vers 8 h 30, les chasseurs se retrouvant isolés décident d'abandonner la ferme de Mesnil et se replient dans le bois de Villers (repris par le 2nd Seaforths) avec l'aide de quelques chars restés à leur disposition.
À 10 h 30, l'attaque a échoué et la 2e DCr reçoit un ordre de repli sur Ercourt. L'artillerie allemande a encore une fois empêché l'infanterie d'exploiter l'avancée des chars. Au total, le 8/15e BCC laisse 15 B1-bis et 8 H39 pour le 14/27e BCC devant le mont Caubert avec 5 tués, 21 blessés et 21 disparus. Les chasseurs du 17e BCP ont eu 12 tués, 54 blessés et 8 disparus.

#### Les chars légers et l'infanterie alpine bloqués devant Moyenneville
À gauche, le 15e RIA a pour objectif de prendre le mont Caubert par son flanc ouest soutenu par les chars R35 du 48e BCC, une unité récemment rattachée à la 2e DCr. Le 1er bataillon doit partir de Moyenneville où se trouvent les Écossais du 5th Gordons, le 3e bataillon de Bienfay où se trouve le 2nd Seaforths et le 2e bataillon reste en réserve à Tœufles.
À 3 h 30, les chars s'élancent vers le bois des Anglais, au nord de Moyenneville qui est facilement atteint, mais derrière eux les fantassins suivent difficilement à cause du bombardement allemand. Tout comme les chars du 3e Cuirassiers le 30 mai, les R35 tombent à la sortie du bois dans un champ de mines et se retrouvent sous le tir des Flak du mont Caubert, Anton et Berta. Vers 6 h, les fantassins parviennent à atteindre leurs objectifs intermédiaires : à gauche le carrefour de "la Croix qui corne" par le I/15e RIA et à droite le bois des Anglais par le III/15e RIA. À la suite d'une bonne coopération entre l'infanterie allemande qui défend Yonval et l'artillerie en batterie de l'autre rive de la Somme, les soldats français se retrouvent sous un tir d'artillerie et de mitrailleuses très précis. En quelques instants, les officiers des compagnies de têtes se font tuer lançant un vent de panique au sein du 1er bataillon qui se replie  sur Moyenneville avec de nombreuses pertes. Bloqués dans le bois des Anglais, les hommes du 3e bataillon sont eux aussi pris de panique en pensant voir une contre-attaque allemande (il s'agissait en fait des chasseurs du 17e BCP qui se repliaient de Mesnil-Trois-Fœtus au bois de Villers). Le colonel Favatier commandant du 15e RIA, voyant les fuyards retourner vers les points de départ, demande aux chars de leur tirer dessus afin de les faire avancer. Lorsque Favatier se fera tuer, la panique est devenue générale et l'ensemble du régiment décide de se replier. 
Fortement diminué, le 1er bataillon est retiré du front et remplacé par le 2e bataillon qui relève à Moyenneville le 5th Gordons envoyé sur Huchenneville dans la soirée. Des éléments du 81e RIA viennent renforcer la ligne de front au niveau de Bienfay, le reste du régiment reste en réserve. Au total, le 15e RIA compte 250 tués et blessés dont son commandant et une partie de ses officiers. 

#### Le4thCamerons bloqués devant Mareuil-Caubert

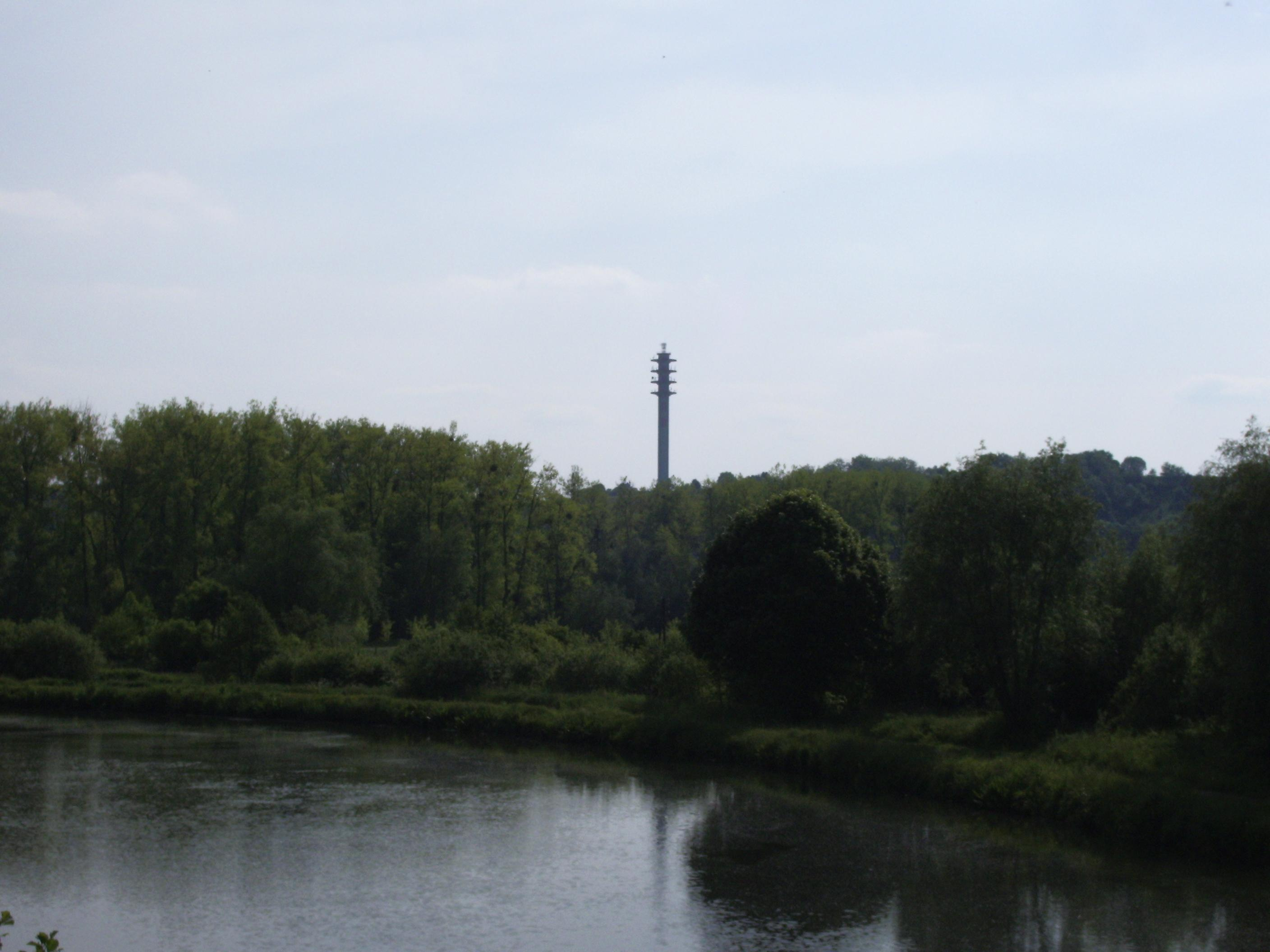
Le mont Caubert en 2009

Sur le flanc droit de la tête de pont, le bataillon du 4th Camerons a relevé les 3 bataillons du 22e RIC entre Villers et Mareuil. La compagnie A remplace le I/22e RIC au château de Mareuil, la compagnie B a pris la place des dragons du I/7e RDP dans le bois des Hétroyes et les compagnies C et D remplace les coloniaux des 2e et 3e bataillons à Villers. Les Camerons ont pour objectif de prendre le village de Mareuil-Caubert afin de contrôler le passage vers Abbeville. Pour cela, la compagnie B doit s'emparer du bois "Hérisson" fortement défendu par les Allemands, pour ouvrir le passage à la compagnie D chargée de prendre le village.
Tôt le matin, le tir de barrage précédant l'attaque fut mal dirigé et les défenses allemandes sont restées intactes au moment où la compagnie B a commencé sa progression. Se trouvant à découvert face aux mitrailleuses et mortiers du bois "Hérisson", les Camerons subissent de nombreuses pertes et se retrouvent bloqués en plein milieu du plateau a mi-chemin de l'objectif. Essayant tout de même d'atteindre le bois, les survivants se font repousser par une contre-attaque et se replient vers la compagnie A (41 soldats sur 130 réussiront à rejoindre le château de Mareuil). 
Un quart d'heure après le début de l'attaque, la compagnie D s'élancent vers le village de Caubert, le long de la route nationale. Cependant, le bois "Hérisson" n'étant pas nettoyé, les Allemands du III/199. IR qui y sont retranchés ouvrent un feu nourri sur les Écossais qui se trouvent à 100 m d'eux. Tout comme la compagnie B, les pertes sont nombreuses et la cinquantaine de rescapés se replient sur Villers en rampant. Vers 9 h 45, une nouvelle tentative sur Caubert est réalisée avec les éléments des compagnies C et D mais le résultat fut le même. Afin de renforcer les défenses de Villers, un peloton de pionniers du 7th Norfolk est d'abord envoyé auprès des Camerons fortement affaiblis. En fin de journée, le 5th Gordons qui se trouvait à Moyenneville et qui n'a pas participé à l'attaque, s'installe en réserve sur Huchenneville.
Durant cette attaque du 4 juin, la 152e brigade écossaise a perdu 20 officiers et 543 hommes (tués ou blessés), la plus grande proportion étant supportée par les 4th Seaforths et 4th Camerons qui ont perdu 50 % de leurs effectifs.

#### Opérations à l'ouest d'Abbeville
Sur le flanc gauche de la tête de pont, les Gordons positionnés à Cahon-Gouy ont pour ordre de prendre le bois à l'est du village et d'attendre le débouché du 15e RIA sur le mont Caubert pour prendre le village de Cambron. Renforcés de deux pelotons de mitrailleurs, les Écossais prennent le Grand bois sans grande difficulté et se positionnent pour la suite des opérations. L'attaque principale n'ayant pu aboutir, le QG ordonne aux 1st Gordons d'abandonner l'unique conquête du jour et de retourner sur leur ligne de départ.
Au sud de Saint-Valery, la 154e brigade écossaise ne reçu aucune mission offensive et ne participa donc pas à cette ultime attaque sur la tête de pont d'Abbeville. Cependant, son commandant voulant passer à l'action, envoya au Hourdel un poste d'observation qui permit aux artilleurs du 75th Field Regiment en batterie à Saint-Blimont de bombarder des points de défense autour de Saint-Valery et du Crotoy.

#### Bilan de la journée
Cette troisième et dernière attaque est une fois de plus un échec pour les Alliés. Avec près de 400 hommes tués ou blessés et environ 40 chars détruits pour le Français et 583 tués ou blessés chez les Écossais en une matinée, l'attaque du 4 juin fut l'épisode le plus funeste de la Bataille d'Abbeville. Au niveau stratégique, le mont Caubert (objectif principal) a été conquis pendant quelques heures par 3 chars et quelques Écossais, mais le gros de l'infanterie étant resté bloqué au pied du mont par l'artillerie allemande et par les points de défense dissimulés dans le secteur, ce succès ne fut pas exploité. Toutes les conquêtes remportées (Mesnil-Trois-Fœtus par les chasseurs ou le Grand bois par les Gordons) se sont alors trouvées intenables et ont dû être abandonnées. Finalement, cette attaque n'a abouti à aucune avancée du côté des Alliés.
Pour les Allemands, la stratégie de répartir sur le terrain des petits groupes dissimulés de mitrailleurs, tireurs d'élite ou mortiers a permis d'anéantir facilement et sans grande pertes les unités attaquantes. De plus, la pose de champs de mines sur des points de passage a permis l'élimination de nombreux chars, fragilisant dès le début l'attaque alliée. L'artillerie a eu encore une fois un rôle important dans la défense de cette tête de pont, réussissant à bombarder précisément des unités ou chars grâce aux informations transmises par radio par des hommes sur le terrain. La 57e division d'infanterie bavaroise du général Blümm a réussi sa mission de maintenir une tête de pont au sud d'Abbeville au prix de nombreuses pertes. Avec 1 848 tués ou blessés sur 12 000 hommes engagés et 279 prisonniers depuis le 28 mai, cette division est l'une des unités allemandes à avoir le plus souffert durant la bataille de France.

## Conséquences
En même temps que l'évacuation de Dunkerque, et profitant de ce que les forces blindées allemandes sont stoppées, le général Weygand (qui a remplacé Gamelin) tente à tout prix de creuser une route d'évasion à Abbeville. Mais Weygand, au lieu de lancer toutes ses forces de blindés, envoie trois attaques successives. C'est l'une des principales attaques blindées du front de l'ouest depuis le début de la guerre.
La 57e division tient le choc, bien installée sur ses positions défensives. Les Britanniques perdent 66 chars et se replient le 27 mai. De Gaulle tente de prendre à son tour le mont Caubert et attaque pendant trois jours de suite avec 190 chars, le 22e régiment d'infanterie coloniale et 1 200 dragons portés. 
L'attaque échoue à cause des 88 de la Flak et par manque de soutien d'infanterie. De Gaulle est ensuite relevé par la 51e division écossaise et par la 2e DCR.
Le bilan de ces journées de combat se solde par une perte de 260 blindés et 2 900 tués du côté franco-britannique, et du côté allemand, 1 200 tués. Cette attaque montre que même une attaque de chars peut être neutralisée par de l'infanterie lorsque celle-ci est bien installée et munie de canons antichars, tels que les 88 de la Flak. Les Allemands rééditeront cette défense quatre ans plus tard, le 18 juillet 1944 lors de l’attaque de Montgomery à l'est de Caen.
Le colonel de Gaulle est nommé général de brigade, le 25 mai 1940, à titre temporaire avec effet au 1er juin.
À la suite de cette bataille d'Abbeville, il est cité à l'ordre de l'armée en ces termes :

« Le 7 mai 1940, à peine formée, la 4e DCR, sur les ordres du colonel de Gaulle a été jetée dans la bataille. Isolée de toute unité combattante au nord de l'Aisne au cours d'actions sur Montcornet, Crécy-en-Serre et dans le massif de Laon, a pris l'ascendant sur l'ennemi. Quelques jours plus tard, par une série de fougueuses attaques, a arrêté l'ennemi débouchant d'Abbeville.... La 4e DCR a bien mérité de la Patrie. »

Henri de Wailly, dans De Gaulle sous le casque, compare l'entêtement de de Gaulle à attaquer de front le mont Caubert à l'entêtement des chevaliers français à Crécy.
On présente généralement la bataille d'Abbeville comme un succès réel mais d'ampleur limitée pour les Alliés. Mais à lui seul, il ne permit pas de renverser le cours de la campagne, et s'est avéré inutile en raison de la déroute finale. La bataille d'Abbeville finissait à peine que Dunkerque tombait le 4 juin, détruisant quasiment l'espoir d'une victoire de l'armée française. Le lendemain, les Allemands entament la deuxième phase de leur invasion et lancent une offensive générale sur la Ligne Weygand ; c'est l'Opération Fall Rot.

## Notoriété

### Décoration
LA SOMME 1940 est inscrit sur le drapeau des régiments cités lors de cette bataille.

### Lieux de mémoire
- Huppy : Monument commémoratif de la Bataille d'Abbeville à l'entrée ouest du village. Ce monument, inauguré le 2 juin 1990, commémore à la fois les victimes des combats et la réconciliation franco-allemande. La dédicace gravée sur le monument est ainsi formulée :

« Bataille d'Abbeville 20 mai -7 juin 1940 - À la mémoire des soldats Alliés et adversaires tombés en ce lieu de Picardie »
. Avec en dessous cette supplique : 

« Que leurs descendants fassent l'Europe et que leur sacrifice nous enseigne à défendre ensemble la Patrie de la vie. »

- Mareuil-Caubert : Salles du souvenir de la bataille, France 40 Mareuil-Caubert - 42 grande rue Guy Dovergne